# Liste historischer Schiffe der Royal Navy
Die Liste historischer Schiffe der Royal Navy enthält Namen bekannter Schiffe, die bei der britischen Royal Navy in Dienst standen (Ausnahme: Merchant Aircraft Carriers, diese behielten ihren zivilen Status). In Klammern ist das Jahr der Indienststellung angegeben. Für eine Auflistung heutiger Schiffe siehe Liste von Schiffen der britischen Royal Navy.
Das Präfix HMS ist eine Abkürzung für His (bzw. Her) Majesty’s Ship, das seit 1789/1790 bei der Bezeichnung von Kriegsschiffen der Royal Navy genutzt wird.

Die Flagge der Royal Navy seit 1864

## Segelkriegsschiffe
Die nachfolgende Auflistung bezieht sich auf die britische Royal Navy, aber auch auf Schiffe, die in zeitlich davorliegenden navalen Organisationen zusammengefasst waren, wie z. B. die englische Royal Navy oder die Navy Royal unter König Heinrich VIII. Darüber hinaus sind an dieser Stelle auch Mischformen mit aufgeführt, die sowohl unter Segel als auch unter Dampf fahren konnten.
- Grace Dieu – 1418
- Henry Grâce à Dieu – 1514
- Beagle – 1820
- Discovery – 1789
- Erebus – 1826
- Little Belt – 1812
- Pictou – 1812
- Pictou – 1813
- Terror – 1813
- Jhesus of Lubeke – 1540
- Judith – 1559 (England)
- Mary Rose – 1510 (England)
- Revenge – 1577 (England)
- Royal Prince – 1610 (England), zwischenzeitlich auch in Resolution umbenannt, später wieder Royal Prince
- Sovereign of the Seas – 1637
- Sparrow – 1470 (England)
- Victory – 1571 (England)

## U-Boote
Siehe: Liste britischer U-Boot-Klassen
- Holland-Klasse (1901–1913)
  - Holland 1 (1901)
  - HMS Holland 2 (1902)
  - HMS Holland 3 (1902)
  - HMS Holland 4 (1902)
  - HMS Holland 5 (1902)
- Oberon-Klasse (1961–1967)
  - HMS Oberon
  - HMS Onslaught

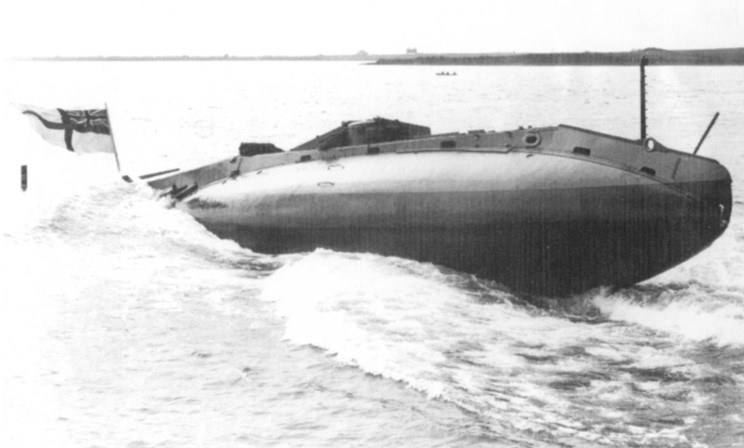
HMS Holland 1

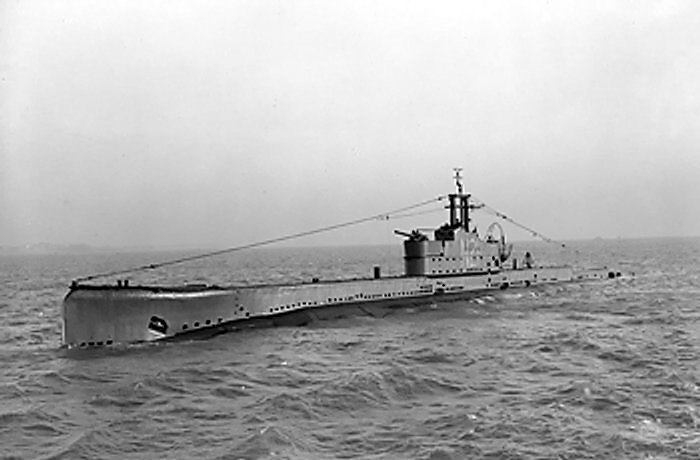
HMS Oberon

  - HMS Orpheus – erstes konventionelles U-Boot der Welt, das eine Anti-Schiff-Rakete abfeuerte
  - HMS Odin
  - HMS Otter
  - HMS Olympus
  - HMS Oracle
  - HMS Ocelot
  - HMS Otus – als Museumsschiff in Sassnitz erhalten
  - HMS Opossum
  - HMS Opportune
  - HMS Osiris
  - HMS Onyx – als Museumsschiff in Birkenhead erhalten
- Upholder-Klasse (1990–1993)
- alle 4 U-Boote wurden 1998 an Kanada verkauft
  - HMS Upholder – jetzt HMCS Chicoutimi
  - HMS Unseen – jetzt HMCS Victoria
  - HMS Ursula – jetzt HMCS Corner Brook
  - HMS Unicorn – letztes Diesel-U-Boot der Royal Navy; jetzt HMCS Windsor

## Zerstörer

### Zwischenkriegsjahre
- V&W-Klasse (1917–1927)
- Flottillenführer der Admiralty-V-Klasse
  - Valhalla, im Dezember 1931 abgewrackt verkauft;
  - Valkyrie, im August 1936 abgewrackt verkauft;
  - Valentine (D49), 15. Mai 1940 bei Terneuzen beschädigt und auf den Strand gesetzt
  - Valorous (L00), WAIR-Umbau, 1947 abgewrackt;
  - Vampire (D68), 1933 an Australien, 9. April 1942 von japanischen Flugzeugen im Golf von Bengalen versenkt.
- Admiralty-V-Klasse
  - Vimy (ex Vancouver), 1947 abgewrackt
  - Vanessa (D29), 1947 abgewrackt
  - Vanity (L38), 1947 abgewrackt
  - Vanoc (H33), 1946 abgewrackt
  - Vanquisher (D54), 1947 abgewrackt
  - Vega (L41), 1947 abgewrackt
  - Velox (D34), 1947 abgewrackt
  - Vendetta (D69), 1933 an Australien, 1947 versenkt
  - Venetia (D53), am 19. Oktober 1940 in der Themsemündung nach Minentreffer gesunken
  - Verdun (L93), 1946 abgewrackt
  - Versatile (D32), 1946 abgewrackt
  - Vesper (D55), 1947 abgewrackt
  - Vidette (D48), 1947 abgewrackt
  - Vimiera (L29), am 9. Januar 1942 in der Themsemündung nach Minentreffer gesunken
  - Vivacious (D36), 1947 abgewrackt
  - Vivien (L33), 1947 abgewrackt
  - Vortigern (D37), vor Cromer am 15. März 1942 von deutschem Schnellboot S 104 versenkt
- Admiralty-W-Klasse
  - Voyager (D31), 1933 an Australien, am 23. September 1942 vor Timor gestrandet
  - Wakeful (H88), am 29. Mai 1940 von deutschem Schnellboot S 30 vor Nieuwpoort versenkt
  - Walker (D27), 1946 abgewrackt
  - Walpole (D41), nach Minentreffer in der Nordsee am 6. Januar 1945 abgewrackt
  - Warwick (D25) vom deutschen U-Boot U 413 vor Trevose am 20. Februar 1944 versenkt
  - Watchman (D26), 1945 abgewrackt
  - Waterhen (D22), 1933 an Australien, vor Libyen am 30. Juni 1941 von deutschen und italienischen Flugzeugen versenkt
  - Wessex (D43), von deutschen Flugzeugen am 24. Mai 1940 vor Calais versenkt
  - Westcott (D47), 1946 abgewrackt
  - Westminster (L40), 1947 abgewrackt
  - Whirlwind (D30), von deutschem U-Boot U 34 südwestlich Irlands am 5. Juli 1940 versenkt
  - Whitley (L23), gestrandet nach Luftangriff vor Ostende am 19. Mai 1940
  - Winchelsea (D46), 1945 abgewrackt
  - Winchester (L55), 1946 abgewrackt
  - Windsor (D42), 1947 abgewrackt
  - Wolfhound (I56), 1948 abgewrackt
  - Wrestler (D35), nach Minentreffer vor der Normandie (Juno Beach) am 6. Juni 1944 abgewrackt
  - Wryneck (D21), von deutschen Flugzeugen am 27. April 1941 vor Morea versenkt
- Thornycroft V&W-Klasse
  - Viceroy (L21), 1948 abgewrackt
  - Viscount (D92), 1947 abgewrackt
  - Wolsey (L02), 1947 abgewrackt
  - Woolston (L49), 1947 abgewrackt
- Thornycroft Modified W-Klasse
  - Wishart (D67), 1945 abgewrackt
  - Witch (D89), 1946 abgewrackt
- Admiralty Modified W-Klasse
  - Vansittart (D64), 1946 abgewrackt
  - Venomous (D75), 1947 abgewrackt
  - Verity (D63), 1947 abgewrackt
  - Veteran (D72), am 26. September 1942 südlich von Island von deutschem U-Boot U 404 mit der gesamten Besatzung versenkt
  - Volunteer (D71), 1947 abgewrackt
  - Wanderer (D74), 1946 abgewrackt
  - Whitehall (D94), 1947 abgewrackt
  - Whitshed (D77), 1947 abgewrackt
  - Wild Swan (D62), nach Luftangriff am 17. Juni 1942 südlich von Irland mit spanischem Trawler kollidiert und gesunken
  - Witherington (D76), 1947 auf dem Weg zum Abwracken gesunken
  - Wivern (D66), 1947 abgewrackt
  - Wolverine (D78), 1946 abgewrackt
  - Worcester (D96), nach Minentreffer am 23. Dezember 1943 ausgemustert und als Wohnschiff Yeoman genutzt, 1945 abgewrackt
  - Wren (D88), am 27. Juli 1940 vor Aldenburgh von deutschen Flugzeugen versenkt
- Folgende Zerstörer wurden zwischen 1941 und 1944 zu Geleitzerstörern großer Reichweite umgebaut:

Vanessa, Vanoc, Vanquisher, Velox, Vansittart, Venomous, Verity, Versatile, Vesper, Vidette, Vimy, Viscount, Volunteer, Walker, Wanderer, Warwick, Watchman, Westcott, Whitehall, Winchelsea und Wrestler.
- Folgende Zerstörer wurden zu Flugabwehr-Zerstörern (Wair-Umbauten) umgebaut:

Valentine (L69), Valorous (L00), Vanity (L38), Vega (L40), Verdun (L93), Vimiera (L29), Vivien (L33), Viceroy (L21), Westminster (L40), Whitley (L23), Wolfhound (I56), Wolsey (L02), Woolston (L49), Winchester (L55) und Wryneck (L04).
- Folgende Zerstörer wurden zu Geleitzerstörern kurzer Reichweite umgebaut:

Venetia, Veteran, Vivacious, Vortigern, Wakeful (L91), Walpole, Wessex, Whirlwind, Whitshed, Wild Swan, Windsor (L94), Wishart, Witch, Wivern, Wolverine, Worcester, Wren und Witherington.
- Admiralty type-Flottillenführer, auch Scott-Klasse:
  - HMS Scott Prototyp, 1918 i. D., am 15. August 1918 versenkt;
  - HMS Bruce (D81) 1918 i. D., am 22. November 1939 als Zielschiff versenkt;
  - HMS Douglas 1918 i. D., März 1945 abgewrackt verkauft;
  - HMS Campbell 1918 fertiggestellt, 1947 abgewrackt verkauft;
  - HMS Mackay 1919 fertiggestellt, 1947 abgewrackt verkauft;
  - HMS Malcolm 1919 fertiggestellt, Juli 1945 abgewrackt verkauft;
  - HMS Montrose 1918 fertiggestellt, 1947 abgewrackt verkauft;
  - HMAS Stuart 1918 fertiggestellt, 1933 an Australien, 1947 abgewrackt verkauft;

die im April 1918 bestellten Barrington und Hughes wurden im Dezember 1918 storniert.
- Thornycroft type-Flottillenführer, auch Shakespeare-Klasse:
  - HMS Shakespeare (F89) 1917 i. D., 1936 abgewrackt verkauft;
  - HMS Spenser (F90) 1917 i. D., 1936 abgewrackt verkauft;
  - HMS Wallace (L64) 1919 fertiggestellt, WAIR-Umbau, März 1945 abgewrackt verkauft;
  - HMS Keppel (D84) 1925 fertiggestellt, Juli 1945 abgewrackt verkauft;
  - HMS Broke (D83) 1925 fertiggestellt, am 9. November 1942 nach Angriff auf Algier schwer beschädigt gesunken

die im April 1918 bestellten Saunders und Spragge wurden im Dezember 1918 storniert.
- Zerstörer-Prototypen (1927)

Nach der V&W-Klasse wurden erst einmal keine neuen Zerstörer gebaut. Mitte der 1920er-Jahre beschloss man, zwei Prototypen mit unterschiedlichen Maschinen, Getrieben usw. als Grundlage für neue Zerstörerklassen zu bauen. Die folgenden Zerstörerklassen bestanden meist aus acht Schiffen sowie einem meist größeren Schiff als Flottillenführer und wurden in der Reihenfolge der Buchstaben des Alphabets benannt (bis die Buchstaben 1944 ausgingen). Ausnahmen bildeten die von den USA übernommenen Zerstörer der Town-Klasse und die Tribal- und Battle-Klassen.
- - HMS Amazon (D39), 1949 abgewrackt
  - HMS Ambuscade (D38), 1948 abgewrackt

Die Zerstörer der A- bis I-Klassen entsprachen im Wesentlichen einem aus den Prototypen Amazon und Ambuscade abgeleiteten Entwurf. Erst Mitte der 1930er-Jahre führte der Wunsch nach größeren und besser bewaffneten Zerstörern zur Tribal-Klasse sowie den Zerstörern der J-, K- und N-Klasse und den Flugabwehr-Zerstörern der L- und M-Klasse.
- A-Klasse (1930)

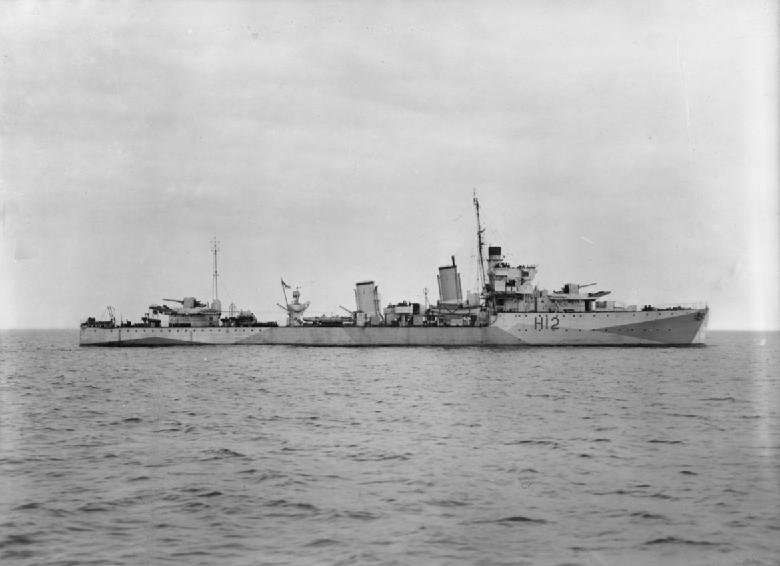
HMS Achates

  - HMS Codrington (D65), Flottillenführer, am 27. Juli 1940 von deutschen Flugzeugen im Hafen von Dover versenkt
  - Acasta (H09), am 8. Juni 1940 vor Norwegen von den deutschen Schlachtschiffen Scharnhorst und Gneisenau zusammen mit dem Flugzeugträger Glorious versenkt
  - HMS Achates (H12), am 31. Dezember 1942 in der Barentssee von dem deutschen schweren Kreuzer Admiral Hipper versenkt
  - HMS Acheron (H45), am 8. Januar 1940 vor der Isle of Wight durch Minentreffer gesunken
  - HMS Active (H14), 1947 abgewrackt
  - HMS Antelope (H36), 1946 abgewrackt
  - HMS Anthony (H40), 1947 abgewrackt
  - Ardent (H41), am 8. Juni 1940 vor Norwegen von den deutschen Schlachtschiffen Scharnhorst und Gneisenau zusammen mit dem Flugzeugträger Glorious versenkt
  - HMS Arrow (H42), Totalverlust am 4. August 1943 nach Explosion des längsseits liegenden französischen Munitionsschiffes Fort la Montée in Algier
- B-Klasse (1930)
  - Keith (D06), Flottillenführer, am 1. Juni 1940 von deutschen Junkers Ju 87 vor Dünkirchen versenkt
  - Basilisk (H11), am 1. Juni 1940 von deutschen Junkers Ju 87 vor Dünkirchen versenkt
  - Beagle (H30), 1946 abgewrackt
  - Blanche (H47), am 13. November 1939 nach Minentreffer in der Themsemündung gesunken
  - Boadicea (H65), am 13. Juni 1944 südwestlich von Portland von deutschen Flugzeugen mit Torpedos versenkt
  - Boreas (H77), im April 1944 an Griechenland (Salamis), 1951 abgewrackt
  - Brazen (H80), am 20. Juli 1940 durch Luftangriff vor Dover versenkt
  - Brilliant (H84), 1947 abgewrackt
  - Bulldog (H91), 1946 abgewrackt
- C-Klasse (1931–1932)
  - Kempenfelt (D18), Flottillenführer, 1939 an Kanada (Assiniboine), nach Außerdienststellung am 10. November 1945 an der Prince-Edward-Insel gestrandet
  - Comet (H00), 1938 an Kanada (Restigouche), 1945 abgewrackt
  - Crusader (H60), 1938 an Kanada (Ottawa), am 14. September 1942 von U 91 in der Mündung des Sankt-Lorenz-Stroms versenkt
  - Cygnet (H83), 1937 an Kanada (St. Laurent), 1945 abgewrackt
  - Crescent (H48), 1937 an Kanada (Fraser), am 25. Juni 1940 nach Kollision mit dem Kreuzer Calcutta in der Gironde-Mündung gesunken

Als Abrüstungsgeste für die Londoner Flottenkonferenz von 1930 wurde die C-Klasse um vier Schiffe reduziert. Diese Klasse passte aber damit nicht in das Organisationsschema der Royal Navy, die die Zerstörer 1937–1939 an Kanada abgab.
- D-Klasse (1932–1933)

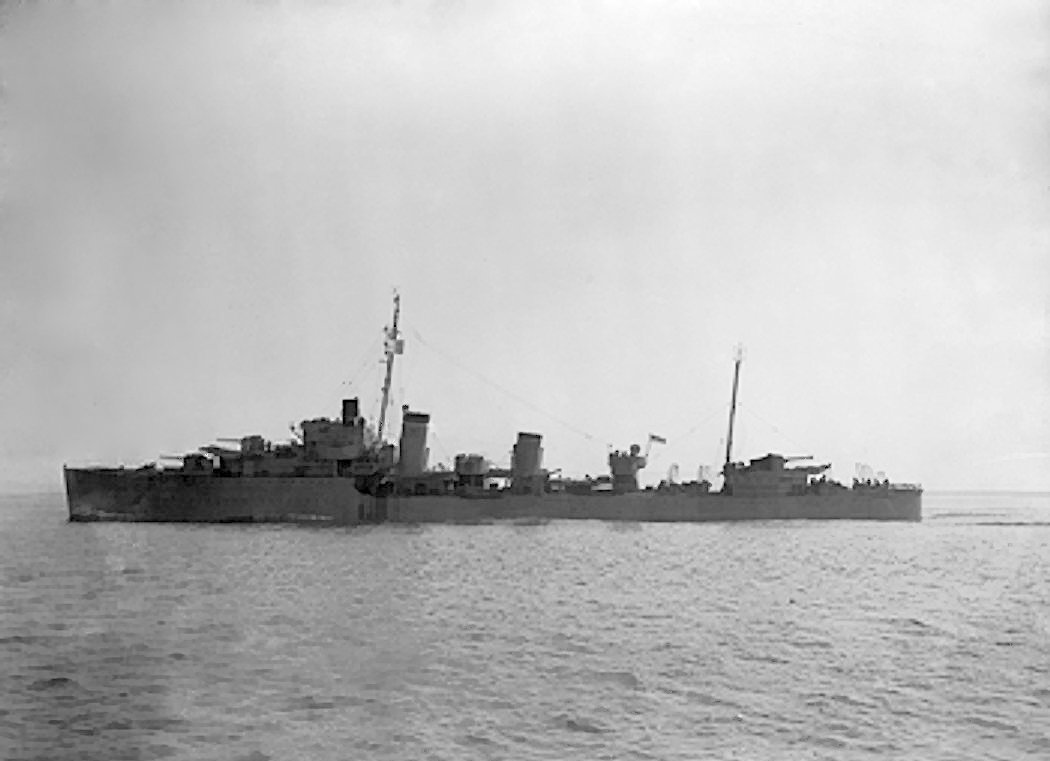
Duncan, 1943

  - Duncan (D99), Flottillenführer, 1945 abgewrackt
  - Dainty (H53), am 24. Februar 1941 vor Tobruk durch deutsche Flugzeuge versenkt
  - Daring (H16), am 18. Februar 1940 75 km von Duncansby Head von U 23 versenkt
  - Decoy (H75), am 12. Mai 1943 an Kanada (Kootenay), 1946 abgewrackt
  - Defender (H07), am 11. Juli 1941 nach deutschem Luftangriff im Schlepp der Vendetta vor Sidi Barrani gesunken
  - Delight (H38), am 29. Juli 1940 durch deutschen Luftangriff im Hafen von Portland versenkt
  - Diamond (H22), am 27. April 1941 durch deutschen Luftangriff südlich von Nauplia versenkt
  - Diana (H49), am 6. September 1940 an Kanada (Margaree), sank am 22. Oktober 1940 nach Kollision mit dem Dampfer Port Fairy im Nordatlantik
  - Duchess (H64), am 12. Dezember 1939 nach Kollision mit dem Schlachtschiff Barham im Nebel vor dem Mull of Kintyre gesunken

- E-Klasse (1934)

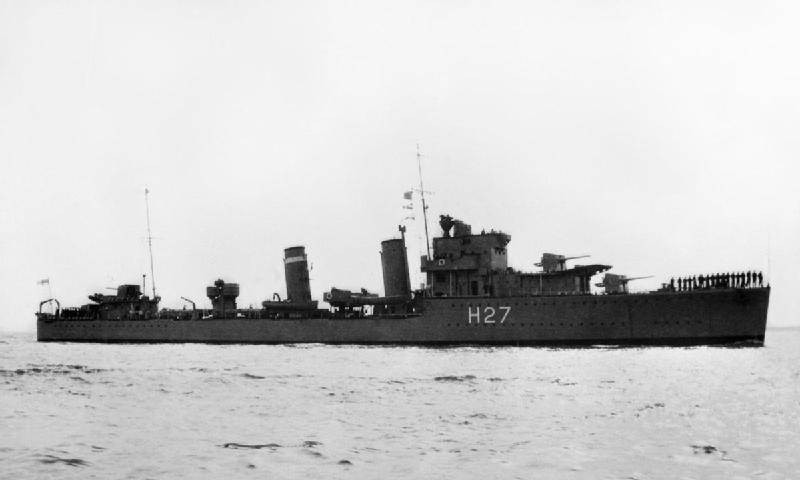
HMS Electra, 1934

  - Exmouth (H02), Flottillenführer, 21. Januar 1940 vom deutschen U-Boot U 22 im Moray Firth versenkt.
  - Echo (H23), 1944 an Griechenland (Navarinon), 1956 abgewrackt.
  - Eclipse (H08), am 23. Oktober 1943 vor Kalymnos, Griechenland auf eine Mine gelaufen.
  - Electra (H27), am 27. Februar 1942 in der Schlacht in der Javasee vom Japanischen Leichten Kreuzer Jintsū versenkt.
  - Encounter (H10), am 1. März 1942 nach schwerer Beschädigung durch die japanischen Schweren Kreuzer Ashigara und Myōkō in der Schlacht in der Javasee selbst versenkt.
  - Escapade (H17), 1946 abgewrackt.
  - Escort (H66), am 8. Juli 1940 durch das italienische U-Boot Guglielmo Marconi torpediert und am 11. Juli gesunken.
  - Esk (H15), 31. August 1940 in der Nähe der niederländischen Insel Texel nach Minentreffer gesunken.
  - Express (H61), 1943 an Kanada (Gatineau). 1956 wurde der Rumpf in der Oyster Bay am Puget Sound als Wellenbrecher versenkt.
- F-Klasse (1934)
  - Faulknor (H62), Flottillenführer, 1946 abgewrackt.
  - Fame (H78), im Februar 1948 als Generalisimo (D-102) an die Dominikanische Republik übergeben, später in Sanchez (D-502) umbenannt, ca. 1968 abgewrackt.
  - Fearless (H67), am 12. Juli 1941 im Mittelmeer von italienischen Torpedobombern torpediert und aufgegeben.
  - Firedrake (H79), am 16. Dezember 1942 von U 211 versenkt.
  - Forester (H74), 1946 abgewrackt.
  - Foresight (H68), am 12. August 1942 im Mittelmeer von italienischen Torpedobombern torpediert und aufgegeben.
  - Fortune (H70), am 31. Mai 1943 an Kanada (Saskatchewan), 1946 abgewrackt
  - Foxhound (H69), am 8. Februar 1944 an Kanada (Qu'appelle), 1948 abgewrackt
  - Fury (H76), am 21. Juni 1944 vor der Normandie auf eine Mine gelaufen und irreparabel beschädigt.
- G-Klasse (1936)
  - Grenville (H03), Flottillenführer, am 19. Januar 1940 nach Minentreffer 40 km westlich des Kentish-Knock-Feuerschiffs gesunken
  - Gallant (H59), nach Minentreffer am 10. Januar 1941 120 km westlich von Malta von der Mohawk nach Malta geschleppt. Dort auf den Strand gesetzt und im April 1942 nochmals durch Luftangriff beschädigt, dann als Blockschiff vor Malta versenkt.
  - Garland (H37), am 3. Mai 1940 unter gleichem Namen an Polen, 1949 an die Niederlande (Marnix), 1968 abgewrackt
  - Gipsy (H63), nach Minentreffer am 21. November 1939 vor Harwich gesunken
  - Glowworm (H92), am 8. April 1940 von dem deutschen Schweren Kreuzer Admiral Hipper westlich von Trondheim versenkt, nachdem er diesen gerammt hatte
  - Grafton (H89), am 29. Mai 1940 20 km vor Nieuport von U 69 versenkt
  - Grenade (H86), am 29. Mai 1940 durch Luftangriff vor Dünkirchen versenkt
  - Greyhound (H05), am 22. Mai 1941 durch Luftangriff vor Kreta versenkt
  - Griffin (H31), am 22. März 1943 an Kanada (Ottawa), 1946 abgewrackt
- H-Klasse (1936–1937)
  - Hardy (H87), Flottillenführer, am 10. April 1940 im Ofotfjord bei Narvik vom deutschen Zerstörer Georg Thiele versenkt
  - Hasty (H24), erhielt am 14. Juni 1942 Torpedotreffer durch das deutsche Schnellboot S 55. Am folgenden Tag aufgegeben und von der Hotspur versenkt
  - Havock (H43), Totalverlust am 6. April 1942, nachdem er vor Kelibia (Tunesien) auf Grund gelaufen war
  - Hereward (H93) am 29. Mai 1941 von deutschen Junkers Ju 87 vor Plaka (Kreta) versenkt
  - Hero (H99), am 15. November 1943 an Kanada (Chaudiere), 1946 abgewrackt
  - Hostile (H55), nach Minentreffer am 23. August 1940 südöstlich von Kap Bone (Tunesien) aufgegeben und von der Hero versenkt
  - Hotspur (H01), am 23. November 1949 an Dominikanische Republik (Trujillo, D-101), 1962 in Duarte (D-501) umbenannt, 1972 außer Dienst
  - Hunter (H35), am 10. April 1940 im Ofotfjord bei Narvik von deutschen Zerstörern versenkt
  - Hyperion (H97), nach Minentreffer am 22. Dezember 1940 vor Pantelleria gesunken
- ehemals brasilianische H-Klasse (1939–1940)

Am 4. September 1939 kaufte die britische Regierung von Brasilien diese in Bau befindlichen Zerstörer der H-Klasse.
- - Harvester (H19), am 11. März 1943 von U 432 im Nordatlantik versenkt, war nach Rammen von U 444 stark beschädigt
  - Havant (H32), am 1. Juni 1940 durch Luftangriff vor Dünkirchen schwer beschädigt, aufgegeben und von der Saltash versenkt
  - Havelock (H88), 1946 abgewrackt
  - Hesperus (H57), 1946 abgewrackt
  - Highlander (H44), 1946 abgewrackt
  - Hurricane (H06), am 24. Dezember 1943 von U 415 im Nordatlantik stark beschädigt, am 25. Dezember 1943 aufgegeben und von der Watchman versenkt
- I-Klasse (1937–1938)
  - Inglefield (D02), Flottillenführer, am 25. Februar 1944 vor Anzio von der deutschen Luftwaffe mit Hs-293-Gleitbombe versenkt
  - Icarus, 1946 abgewrackt
  - Ilex 1947 abgewrackt
  - Imogen, am 16. Juli 1940 nach Kollision im Nebel mit dem Leichten Kreuzer Glasgow vor Duncansby Head gesunken
  - Imperial, am 29. Mai 1941 durch Luftangriff vor Kreta schwer beschädigt, aufgegeben und von Hotspur mit Torpedos versenkt
  - Impulsive, 1946 abgewrackt
  - Intrepid, am 26. September 1943 vor der Insel Leros von deutschen Junkers Ju 88 des LG 1 versenkt
  - Isis am 20. Juli 1944 nach Minentreffer in der Seine-Bucht gesunken
  - Ivanhoe am 1. September 1940 nach Minentreffer vor den Westfriesischen Inseln gesunken
- ehemals türkische I-Klasse (1942)

Im September 1939 kaufte die britische Regierung zwei Zerstörer der I-Klasse, die für die Türkei im Bau waren. Zwei weitere (Sultanhisar und Demirhisar) wurden aus politischen Gründen vertragsgemäß fertiggestellt und 1942 an die Türkei geliefert.
- - Inconstant, 1945 an die Türkei (Muavenet), 1960 abgewrackt
  - Ithuriel, am 28. November 1942 nach deutschem Luftangriff vor Bône (Algerien) irreparabel beschädigt, wurde nicht repariert, 1945 abgewrackt

- Tribal-Klasse (1938–1945)

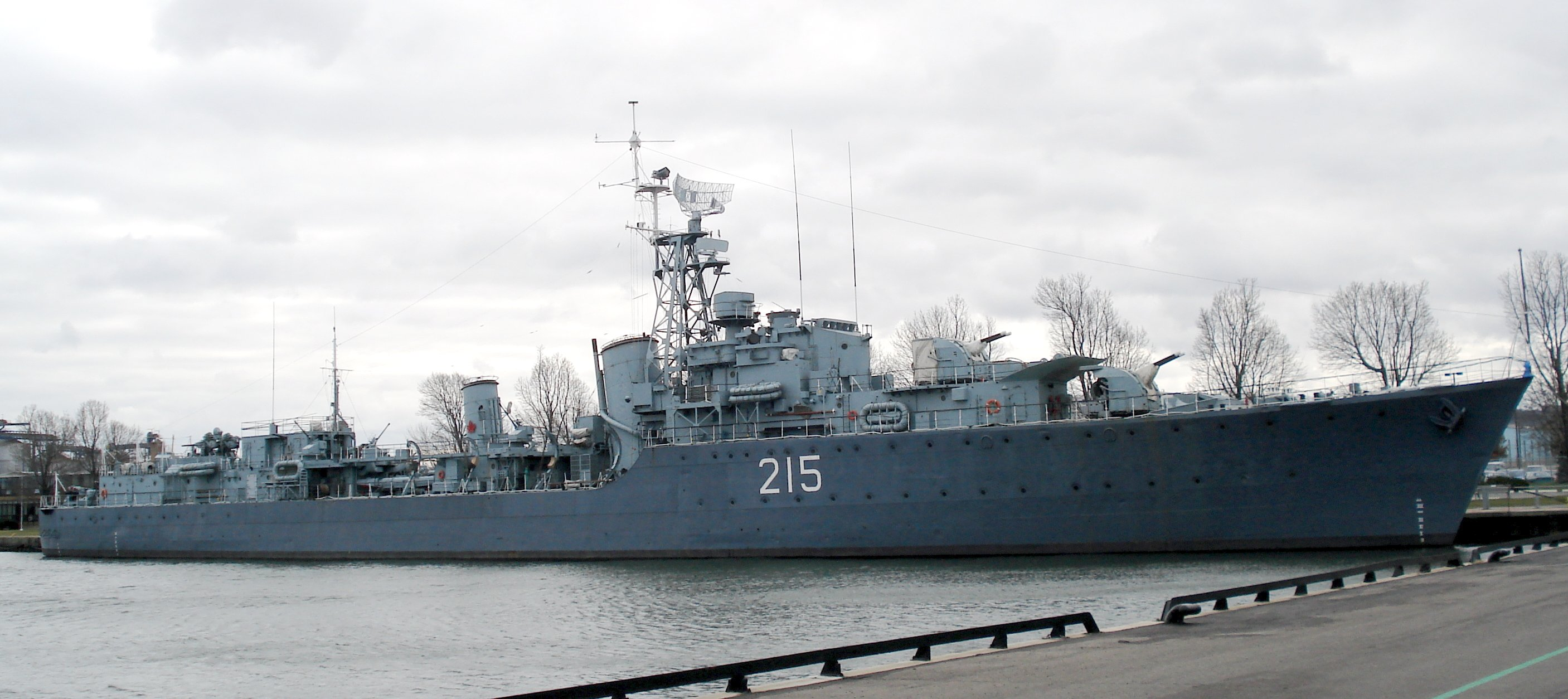
HMCS Haida

  - Afridi (F07), am 3. Mai 1940 nach Luftangriff vor Namsos (Norwegen) gesunken
  - Ashanti (F51), 1949 abgewrackt
  - Bedouin (F67), am 15. Juni 1942 nach Luftangriff südlich von Pantelleria gesunken, nach schweren Beschädigungen im Gefecht mit dem italienischen Kreuzern Montecuccoli und Eugenio di Savoia
  - Cossack (F03), am 24. Oktober 1941 von U 563 westlich von Gibraltar versenkt
  - Eskimo (F75), 1949 abgewrackt
  - Gurkha (F20), am 9. April 1940 nach Luftangriff vor Stavanger (Norwegen) gesunken
  - Maori (F24), am 12. Februar 1942 nach Luftangriff im Hafen von Malta gesunken
  - Mashona (F59), am 28. Mai 1941 nach Luftangriff südwestlich von Irland gesunken
  - Matabele (F26), am 17. Januar 1942 von U 454 in der Barentssee versenkt
  - Mohawk (F31), am 16. April 1941 vom italienischen Zerstörer Tarigo vor den Kerkenna-Inseln (Tunesien) torpediert, aufgegeben und von Janus versenkt
  - Nubian (F36), 1949 abgewrackt
  - Punjabi (F21), am 1. Mai 1942 nach Kollision im Nebel mit dem Schlachtschiff King George V östlich von Island gesunken
  - Sikh (F82), am 14. September 1942 von aus 8,8-cm-Flugabwehrkanonen bestehender deutscher Küstenbatterie im Schlepp der Zulu vor Tobruk versenkt
  - Somali (F33), nach einem Torpedotreffer am 20. September 1942 von U 703 westlich der Bäreninsel am 24. September 1942 während eines Sturms im Schlepp von Ashanti gesunken
  - Tartar (F43), 1948 abgewrackt
  - Zulu (F18), am 14. September 1942 durch italienischen Luftangriff vor Tobruk schwer beschädigt, später im Schlepp von Hursley gesunken
  - Iroquois (G89, DDE 217) (ex-Athabaskan), 1966 abgewrackt
  - Athabaskan (G07) (ex-Iroquois), am 29. April 1944 vom deutschen Torpedoboot T 24 nördlich der Ile Viegre versenkt
  - Huron (G24, DDE 216), 1965 abgewrackt
  - Haida (G63, DDE 215), seit 1964 Museumsschiff in Hamilton (Ontario, Kanada)
  - Micmac (R10, DDE 214), 1964 abgewrackt
  - Nootka (II) (R96, DDE 213), 1964 abgewrackt
  - Cayuga (R04, DDE 218), 1964 abgewrackt
  - Athabaskan (II) (R79, DDE 229), 1969 abgewrackt
- J-Klasse (1939)
  - Jervis (F00), Flottillenführer, 1949 abgewrackt
  - Jackal (F22), am 11. Mai 1942 bei Luftangriff 110 km nördlich von Marsa Matruh stark beschädigt; von HMS Jervis in Schlepp genommen, musste am folgenden Tag aber aufgegeben werden
  - Jaguar (F34), am 26. März 1942 von U 652 vor Sidi Barrani versenkt
  - Janus (F53), am 23. Januar 1944 nach Magazinexplosion durch deutschen Lufttorpedotreffer vor Anzio gesunken
  - Javelin (F61), 1949 abgewrackt
  - Jersey (F72), am 2. Mai 1941 nach Minentreffer vor Malta gesunken
  - Juno (F46), am 21. Mai 1941 nach deutschem Luftangriff vor Kreta gesunken
  - Jupiter (F85), am 27. Februar 1942 nach Minentreffer in niederländischem Minenfeld vor Soerabaja gesunken
- K-Klasse (1939)
  - Kelly (F01), Flottillenführer, am 23. Mai 1941 nach deutschem Luftangriff südlich von Gavado (Kreta) gesunken
  - Kandahar (F28), am 20. Dezember 1941 erlitt Minentreffer in italienischem Minenfeld vor Tripolis bei dem Versuch, bei dem ebenfalls auf eine Mine gelaufenen Kreuzer Neptune längsseits zu gehen; wurde aufgegeben und von Jaguar versenkt
  - Kashmir (F12), am 23. Mai 1941 nach deutschem Luftangriff südlich von Gavado (Kreta) gesunken
  - Kelvin (F37), 1949 abgewrackt
  - Khartoum (F45), am 22. Juni 1940 nach Beschädigungen durch Explosion eines eigenen Torpedos an Bord auf der Insel Perim auf den Strand gesetzt
  - Kimberley (F50), 1949 abgewrackt
  - Kingston (F64), am 11. April 1942 nach deutschem Luftangriff im Trockendock von Malta zerstört
  - Kipling (F91), am 11. Mai 1942 bei Luftangriff 110 km nördlich von Marsa Matruh versenkt
- L- und M-Klasse (1940–1943)
  - Laforey (G99), Flottillenführer, am 30. März 1944 von U 223 110 km nordöstlich von Palermo versenkt
  - Gurkha (G63) (ex Larne), am 17. Januar 1942 nördlich von Bardia von U 133 versenkt
  - Lance (G87), am 5. und 9. April 1942 im Trockendock in Malta durch Luftangriffe irreparabel beschädigt
  - Legion (G74), am 26. März 1942 in Malta durch Luftangriff versenkt
  - Lightning (G55), am 12. März 1943 vor Bizerta durch deutsches Schnellboot S 55 versenkt
  - Lively (G40), 11. Mai 1942 durch Luftangriff südlich von Kreta versenkt
  - Lookout (G32), 1948 abgewrackt
  - Loyal (G15), am 12. Oktober 1944 im Thyrennischen Meer bei Minentreffer irreparabel beschädigt, 1948 abgewrackt
  - Milne (G14), Flottillenführer, 1957 an die Türkei (Alp Arslan, D 348), Anfang der 1970er-Jahre abgewrackt
  - Mahratta (G23), am 25. Februar 1944 520 km westlich des Nordkaps von U 990 versenkt
  - Marne (G35), 1957 an die Türkei (Maresal Fevzi Cakmak, D 349), Anfang der 1970er-Jahre abgewrackt
  - Martin (G44), am 10. November 1942 155 km nordöstlich von Algier von U 431 versenkt
  - Matchless (G52), 1957 an die Türkei (Kilic Ali Pasha, D 350), Anfang der 1970er abgewrackt
  - Meteor (G73), 1957 an die Türkei (Piyale Pasa, D 351), Anfang der 1970er abgewrackt
  - Musketeer (G86), 1955 abgewrackt
  - Myrmidon (G90), 1942 vor Fertigstellung an Polen (Orkan), am 8. Oktober 1942 von U 378 südwestlich von Island versenkt
- N-Klasse (1940–1942)
  - Napier (G97), Flottillenführer, 1941 an Australien, 1949 abgewrackt
  - Nerissa (G65), im Oktober 1940 an Polen (Piorun), 1946 zurückgegeben, 1949 abgewrackt
  - Noble (G84), am 11. Februar 1942 an die Niederlande (Van Galen), 1957 abgewrackt
  - Nonpareil (G16), am 27. Mai 1942 an die Niederlande (Tjerk Hiddes), 1951 an Indonesien (Gadjah Mada), 1961 abgewrackt
  - Nepal (G25), 1941 an Australien, 1956 abgewrackt
  - Nestor (G02), 1941 an Australien, am 16. Juni 1942 von Junkers Ju 87 des StG 3 südlich von Kreta versenkt
  - Nizam (G38), 1941 an Australien, 1949 abgewrackt
  - Norman (G49), 1941 an Australien, 1949 abgewrackt

### Zweiter Weltkrieg
- Town-Klasse

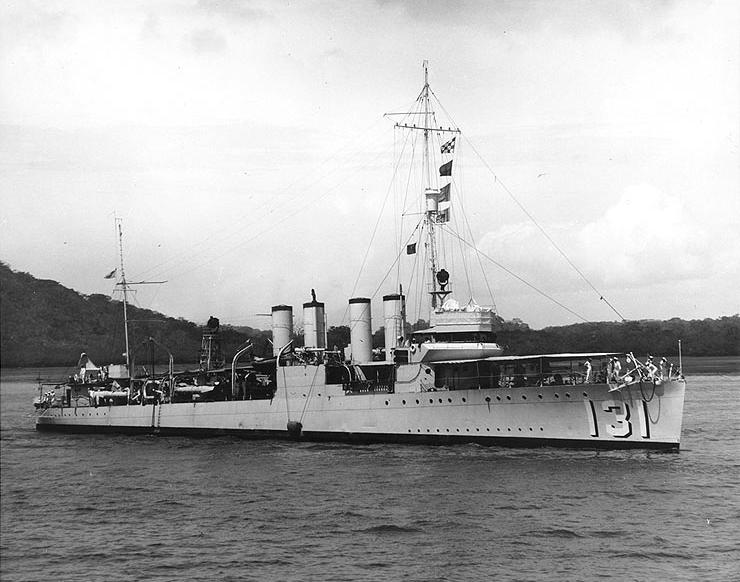
Die USS Buchanan wurde ab September 1940 als HMS Campbeltown von der Royal Navy eingesetzt

Am 2. September 1940 unterzeichneten die USA und Großbritannien das so genannte Destroyers for Bases Agreement. Damit verpflichteten sich die USA 50 Zerstörer der 1917 bis 1920 fertiggestellten Caldwell-, Clemson- und Wickes-Klassen an Großbritannien zu übergeben. Im Gegenzug durften die USA britische Basen im Westatlantik und der Karibik nutzen. Diese in der Zwischenkriegszeit meist eingemotteten Zerstörer waren im Allgemeinen als 4-Schornsteiner bekannt.
- - HMCS Annapolis (I04), (ex USS Mackenzie (DD-175)), 1945 abgewrackt
  - HMS Bath (I17), (ex USS Hopewell (DD-181)), hatte norwegische Besatzung, am 19. August 1941 von U 204 versenkt
  - HMS Belmont (H46), (ex USS Satterlee (DD-190)), am 31. Januar 1942 von U 81 mit der gesamten Besatzung versenkt
  - HMS Beverley (H64), (ex USS Branch (DD-197)), am 11. April 1943 von U 188 versenkt
  - HMS Bradford (H72), (ex USS McLanahan (DD-264)), 1946 abgewrackt
  - HMS Brighton (I08), (ex USS Cowell (DD-167)), an UdSSR am 16. Juli 1944 (Zharki), 1949 abgewrackt
  - HMS Broadwater (H81), (ex USS Mason (DD-191)), am 19. Oktober 1941 von U 101 im Nordatlantik versenkt
  - HMS Broadway (H90), (ex USS Hunt (DD-194)), 1948 abgewrackt
  - HMS Burnham (H82), (ex USS Aulick (DD-258)), 1948 abgewrackt
  - HMS Burwell (H94), (ex USS Laub (DD-263)), 1948 abgewrackt
  - HMS Buxton (H96), (ex USS Edwards (DD-265)), 1946 abgewrackt
  - HMS Caldwell (I20), (ex USS Hale (DD-133)), 1945 abgewrackt
  - HMS Campbeltown (I42), (ex USS Buchanan (DD-131)), rammte am 29. März 1942 im Rahmen des Kommandounternehmens Operation Chariot ein Tor des Normandie-Trockendocks (forme-écluse Joubert, Cale Normandie) im Hafen von St. Nazaire und explodierte dort einige Stunden später
  - HMS Cameron (I05), (ex USS Welles (DD-257)), am 5. Dezember 1940 bei Luftangriff auf Portsmouth stark beschädigt, 1944 abgewrackt
  - HMS Castleton (I23), (ex USS Aaron Ward (DD-132)), 1948 abgewrackt
  - HMS Charlestown (I21), (ex USS Abbot (DD-184)), 1948 abgewrackt
  - HMS Chelsea (I35), (ex USS Crowninshield (DD-134)), an UdSSR am 16. Juli 1944 (Dzerki), 1949 abgewrackt
  - HMS Chesterfield (I28), (ex USS Welborn C. Wood (DD-195)), 1948 abgewrackt
  - HMS Churchill (I45), (ex USS Herndon (DD-198)), an UdSSR am 30. Mai 1944 (Dyatelnyi), am 16. Januar 1945 im Weißen Meer von U 956 versenkt
  - HMS Clare (I14), (ex USS Abel P. Upshur (DD-193)), 1947 abgewrackt
  - HMCS Columbia (I49), (ex USS Haraden (DD-183)), 1945 abgewrackt
  - HMS Georgetown (I40), (ex USS Maddox (DD-168)), an UdSSR im August 1944 (Zhostki), 1952 abgewrackt
  - HMCS Hamilton (I24), (ex USS Kalk (DD-170)), auf dem Weg zum Abwracken im Juli 1945 vor Boston gesunken
  - HMS Lancaster (G05), (ex USS Philip (DD-76)), 1947 abgewrackt
  - HMS Leamington (G19), (ex USS Twiggs (DD-127)), an UdSSR am 17. Juli 1944 (Zhguchi), 1950 zurückgegeben und für den Film The Gifthorse (auch Glory at Sea) mit Richard Attenborough und Trevor Howard in Fahrt (als letzter Zerstörer dieser Klasse), Ende 1951 abgewrackt
  - HMS Leeds (G27), (ex USS Conner (DD-72)), 1949 abgewrackt
  - HMS Lewes (G68), (ex USS Conway (DD-70)), am 25. Mai 1946 vor Sydney versenkt
  - HMS Lincoln (G42), (ex USS Yarnell (DD-143)), hatte norwegische Besatzung, am 26. August 1944 an UdSSR (Druzhny), 1952 abgewrackt
  - HMS Ludlow (G57), (ex USS Stockton (DD-73)), 1945 als Zielschiff vor der Insel Fidra versenkt
  - HMS Mansfield (G76), (ex USS Evans (DD-78)), hatte norwegische Besatzung, 1944 abgewrackt
  - HMS Montgomery (G95), (ex USS Wickes (DD-75)), 1945 abgewrackt
  - HMS Newark (G08), (ex USS Ringgold (DD-89)), 1947 abgewrackt
  - HMS Newmarket (G47), (ex USS Robinson (DD-88)), 1945 abgewrackt
  - HMS Newport (G54), (ex USS Sigourney (DD-81)), hatte norwegische Besatzung, 1947 abgewrackt
  - HMCS Niagara (I57), (ex USS Thatcher (DD-162)), 1947 abgewrackt
  - HMS Ramsey (G60), (ex USS Meade (DD-274)), 1947 abgewrackt
  - HMS Reading (G71), (ex USS Bailey (DD-269)), 1947 abgewrackt
  - HMS Richmond (G88), (ex USS Fairfax (DD-93)), am 16. Juni 1944 an UdSSR (Zhivuchi), 1949 abgewrackt
  - HMS Ripley (G79), (ex USS Shubriak (DD-268)), 1945 abgewrackt
  - HMS Rockingham (G58), (ex USS Swasey (DD-273)), am 27. September 1944 in eigenem Minenfeld vor Aberdeen gesunken
  - HMS Roxborough (I07), (ex USS Foote (DD-169)), am 10. August 1944 an UdSSR (Doblestnyi), 1949 abgewrackt
  - HMS Salisbury (I52), (ex USS Claxton (DD-140)), 1945 abgewrackt
  - HMS Sherwood (I80), (ex USS Rodgers (DD-254)), 1943 als Zielschiff versenkt
  - HMS Stanley (I73), (ex USS McCalla (DD-253)), am 19. Dezember 1941 von U 574 westlich von Portugal versenkt
  - HMS St. Albans (I15), (ex USS Thomas (DD-182)), hatte norwegische Besatzung, am 16. Juli 1944 an UdSSR (Dostoinyi), 1949 abgewrackt
  - HMCS St. Croix (I81), (ex USS McCook (DD-252)), am 20. September 1943 von U 305 im Atlantik versenkt
  - HMCS St. Clair (I65), (ex USS Williams (DD-108)), 1946 abgewrackt
  - HMCS St. Francis (I93), (ex USS Bancroft (DD-256)), 1945 im Schlepp zum Abwracken gesunken
  - HMS St. Marys (I12), (ex USS Doran (DD-185)), 1945 abgewrackt
  - HMS Wells (I95), (ex USS Tillman (DD-135)), 1946 abgewrackt

1940 beschloss Großbritannien das War Emergency Programme, das den Bau von insgesamt 112 Zerstörern umfasste. Diese wurden in 14 „Not-Flottillen“ (Emergency Flotillas) unterteilt, die den Zerstörer-Klassen O-Klasse bis Cr-Klasse entsprachen. Alle Schiffe basierten auf der Maschinenanlage und dem Schiffskörper der J-Klasse. Im Vergleich zu den Zerstörern anderer Marinen waren diese zu klein. Auch schaffte es die Royal Navy nicht, für diese Schiffe ein brauchbares Mehrzweckgeschütz zu entwickeln, so dass verschiedene Hauptbewaffnungen eingebaut wurden. Erst mit den Battle- und Weapon-Klassen wurden ab 1944 größere Zerstörer gebaut.
- O-Klasse (1941–1942)
  - Onslow (G17), Flottillenführer, 1949 an Pakistan (Tippu Sultan), 1980 abgewrackt
  - Offa (G29), 1949 an Pakistan (Tariq), 1959 abgewrackt
  - Onslaught (G04), 1951 an Pakistan (Tughril), 1977 abgewrackt
  - Oribi (G66), 1946 an die Türkei (Gayret), 1965 abgewrackt
  - Obdurate (G39), 1964 abgewrackt
  - Obedient (G48), 1962 abgewrackt
  - Opportune (G80), 1955 abgewrackt
  - Orwell (G98), 1952 als Fregatte Typ 16 umgebaut (neue Kennung F98), 1965 abgewrackt
- P-Klasse (1941–1942)
  - Pakenham (G06), Flottillenführer, am 16. April 1943 südlich der Insel Marettimo im Gefecht mit den italienischen Torpedobooten Cigno und Cassiopeia stark beschädigt; von Paladin in Schlepp genommen, später aufgegeben und mit Torpedos versenkt
  - Paladin (G69), 1954 als Fregatte Typ 16 umgebaut (neue Kennung F169), 1962 abgewrackt
  - Panther (G41), am 9. Oktober 1943 von deutschen Junkers Ju 87 in der Ägäis vor der Insel Karpathos versenkt
  - Partridge (G30), am 18. Dezember 1942 westlich von Oran von U 565 versenkt
  - Pathfinder (G10), am 11. Februar 1945 durch Angriffe japanischer Flugzeuge vor der Insel Ramree (Burma) schwer beschädigt; nicht repariert und 1948 abgewrackt
  - Penn (G77), 1950 abgewrackt
  - Petard (G56) (ex-Persistent), 195? als Fregatte Typ 16 umgebaut (neue Kennung F56), 1967 abgewrackt
  - Porcupine (G93), am 9. Dezember 1942 westlich von Oran durch Torpedo des deutschen U-Bootes U 605 schwer beschädigt; nicht repariert und 1946 abgewrackt
- Q-Klasse (1942–1943)
  - HMS Quilliam (G09), Flottillenführer, im September 1945 an die Niederlande (Banckert), 1957 abgewrackt
  - HMS Quadrant (G11), 1945 unter gleichem Namen an Australien, 1963 abgewrackt
  - HMS Quail (G45), sank am 18. Juni 1944 im Schlepp nach Tarent (nach Minentreffer am 15. November 1943 vor Bari)
  - HMS Quality (G62), 1945 unter gleichem Namen an Australien, 1958 abgewrackt
  - HMS Queenborough (G30), 1945 unter gleichem Namen an Australien, 1975 abgewrackt
  - HMS Quentin (G78), am 2. Dezember 1942 vor der Insel Galita von deutschen Flugzeugen mit Torpedos versenkt
  - HMAS Quiberon (G81), 1942 an Australien verliehen, 1972 abgewrackt
  - HMAS Quickmatch (G92), 1942 an Australien verliehen, 1972 abgewrackt
- R-Klasse (1942–1943)
  - Rotherham (H09), Flottillenführer, am 17. Juli 1949 an Indien (Rajput), 1976 abgewrackt
  - Racehorse (H11), 1949 abgewrackt
  - Raider (H15), am 9. September 1949 an Indien (Rana), 1976 abgewrackt
  - Rapid (H32), 1952–53 als Fregatte Typ 15 umgebaut (neue Kennung F 138), 1981 als Zielschiff versenkt
  - Redoubt (H41), am 4. Juli 1949 an Indien (Ranjit), 1976 abgewrackt
  - Relentless (H85), 1949–51 als Fregatte Typ 15 umgebaut (neue Kennung F 185), 1971 abgewrackt
  - Rocket (H92), 1949–51 als Fregatte Typ 15 umgebaut (neue Kennung F 191), 1967 abgewrackt
  - Roebuck (H95), 1952–53 als Fregatte Typ 15 umgebaut (neue Kennung F 195), 1968 abgewrackt
- S-Klasse (1943–1944)
  - Saumarez (G12), Flottillenführer, erhielt am 26. September 1946 einen Minentreffer vor Korfu in einem von Albanien in internationalen Gewässern gelegtem Minenfeld; wurde nach Malta geschleppt und nicht repariert, 1950 abgewrackt
  - Savage (G20), 1962 abgewrackt
  - Scorpion (G72), im Oktober 1945 an die Niederlande (Kortenaer), 1963 abgewrackt
  - Scourge (G01), im Oktober 1945 an die Niederlande (Evertsen), 1963 abgewrackt
  - Serapis (G94), im Oktober 1945 an die Niederlande (Piet Hein), 1962 abgewrackt
  - (Shark), als Svenner (G03) für norwegische Marine in Dienst, am 6. Juni 1944 60 km nordwestlich von Le Havre von den deutschen Torpedobooten Möwe, Jaguar und T 28 mit Torpedos versenkt
  - (Success), als Stord (G26) für norwegische Marine in Dienst, 1959 abgewrackt
  - Swift (G46), am 24. Juni 1944 nach Minentreffer vor Ouistreham auseinandergebrochen und gesunken
- T-Klasse (1943)
  - Troubridge (R00), Flottillenführer, 1955–1957 als Fregatte Typ 15 umgebaut (neue Kennung F09), 1970 abgewrackt
  - Teazer (R23), 1953–1954 als Fregatte Typ 16 umgebaut (neue Kennung F23), 1965 abgewrackt
  - Tenacious (R45), 1951–1952 als Fregatte Typ 16 umgebaut (neue Kennung F44), 1965 abgewrackt
  - Termagant (R89), 1952–1953 als Fregatte Typ 16 umgebaut (neue Kennung F189), 1965 abgewrackt
  - Terpsichore (R33), 1953–1954 als Fregatte Typ 16 umgebaut (neue Kennung F19), 1966 abgewrackt
  - Tumult (R11), 1949–1950 als Fregatte Typ 16 umgebaut (neue Kennung F121), 1965 abgewrackt
  - Tuscan (R56), 1949–1950 als Fregatte Typ 16 umgebaut (neue Kennung F156), 1966 abgewrackt
  - Tyrian (R67), 1951–1953 als Fregatte Typ 16 umgebaut (neue Kennung F67), 1965 abgewrackt
- U-Klasse (1943–1944)
  - Grenville (R97), Flottillenführer, 1953–1954 als Fregatte Typ 15 umgebaut (neue Kennung F 197), 1983 abgewrackt
  - Ulster (R83), 1953–1956 als Fregatte Typ 15 umgebaut (neue Kennung F83), 1980 abgewrackt
  - Ulysses (R69), 1952–1953 als Fregatte Typ 15 umgebaut (neue Kennung F17), 1970 abgewrackt
  - Undaunted (R53), 1953–1954 als Fregatte Typ 15 umgebaut (neue Kennung F53), im November 1978 als Zielschiff versenkt
  - Undine (R42), 1954 als Fregatte Typ 15 umgebaut (neue Kennung F141), 1965 abgewrackt
  - Urania (R05), 1953–1954 als Fregatte Typ 15 umgebaut (neue Kennung F08), 1971 abgewrackt
  - Urchin (R99), 1952–1954 als Fregatte Typ 15 umgebaut (neue Kennung F196), 1967 abgewrackt
  - Ursa (R22), 1953–1954 als Fregatte Typ 15 umgebaut (neue Kennung F200), 1967 abgewrackt
- V-Klasse (1943–1944)
  - Hardy (R08), Flottillenführer, am 30. Januar 1944 110 km südlich der Bären-Insel von U 278 versenkt
  - Valentine (R17), an Kanada (Algonquin, D224), 1970 abgewrackt
  - Venus (R50), 1952–1954 als Fregatte Typ 15 umgebaut (neue Kennung F50), 1972 abgewrackt
  - Verulam (R28), Flottillenführer, 1952 als Fregatte Typ 15 umgebaut (neue Kennung F29), 1972 abgewrackt
  - Vigilant (R93), 1951–1952 als Fregatte Typ 15 umgebaut (neue Kennung F93), 1965 abgewrackt
  - Virago (R75), 1951–1952 als Fregatte Typ 15 umgebaut (neue Kennung F76), 1965 abgewrackt
  - Vixen (R64), an Kanada (Sioux, D225), 1965 abgewrackt
  - Volage (R41), 1952–1953 als Fregatte Typ 15 umgebaut (neue Kennung F41), 1965 abgewrackt
- W-Klasse (1943–1944)
  - Kempenfelt (R03), Flottillenführer, 1956 an Jugoslawien (Kotor), 1970 abgewrackt
  - Wager (R98), 1956 an Jugoslawien (Pula), 19?? abgewrackt
  - Wakeful (R59), 1952–1953 als Fregatte Typ 15 umgebaut (neue Kennung F159), 1971 abgewrackt
  - Wessex (R78), am 29. März 1950 an Südafrika (Jan van Rieback), im Mai 1980 als Zielschiff versenkt
  - Whelp (R37), 1952 an Südafrika (Simon van der Stel), 1976 abgewrackt
  - Whirlwind (R87), 1953–1954 als Fregatte Typ 15 umgebaut (neue Kennung F187), am 29. Oktober 1974 als Zielschiff versenkt
  - Wizard (R72), 1954 als Fregatte Typ 15 umgebaut (neue Kennung F42), 1967 abgewrackt
  - Wrangler (R48), 1951–1952 als Fregatte Typ 15 umgebaut (neue Kennung F157), am 29. November 1956 an Südafrika (Vrystaat), 1976 als Zielschiff versenkt
- Z-Klasse (1944)
  - Myngs (R06), Flottillenführer, 1955 an Ägypten (El Qaher)
  - Zambesi (R66), 1959 abgewrackt
  - Zealous (R39), am 15. Juli 1955 an Israel (Elath), am 21. Oktober 1967 von zwei ägyptischen Flugkörperschnellbooten der Komar-Klasse mit vier SS-N-2-„Styx“-Flugkörpern 20 km vor Port Said versenkt
  - Zebra (R81), 1959 abgewrackt
  - Zenith (R95), 1955 an Ägypten (El Fateh, F921), 2007 noch Wohnschiff in Alexandria
  - Zephyr (R19), 1958 abgewrackt
  - Zest (R02), 1954–1956 als Fregatte Typ 15 umgebaut (neue Kennung F102), 1970 abgewrackt
  - Zodiac (R54), am 15. Juli 1955 an Israel (Yaffa), 1969 als Zielschiff versenkt

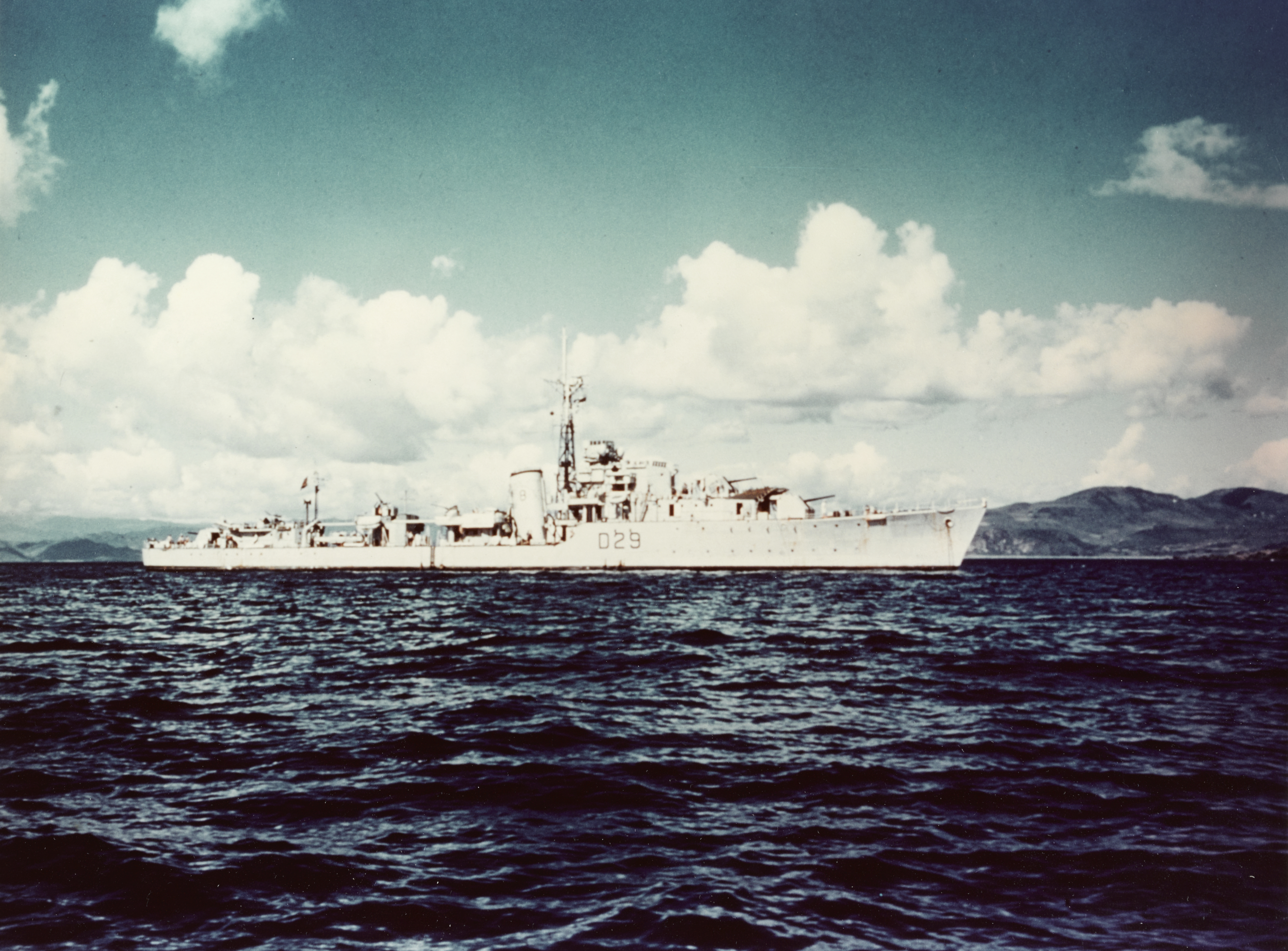
HMS Charity (D29)

- Ca-, Ch-, Co- und Cr-Klasse (1945–1947)
- Ca-Gruppe (1944–1945)
  - HMS Caesar (R07), 1967 abgewrackt
  - HMS Cambrian (R85), 1971 abgewrackt
  - HMS Caprice (R01), 1979 abgewrackt
  - HMS Carron (R30), 1967 abgewrackt
  - HMS Carysfort (R25), 1970 abgewrackt
  - HMS Cassandra (R62), 1967 abgewrackt
  - HMS Cavalier (R73), seit 1972 Museumsschiff in Chatham, Kent
  - HMS Cavendish (R15), 1967 abgewrackt
- Ch-Gruppe (1945–1946)
  - HMS Chaplet (R52), 1965 abgewrackt
  - HMS Charity (R29), 16. Dezember 1959 an Pakistan (Shah Jehan), 1982 abgewrackt
  - HMS Chequers (R61), 1966 abgewrackt
  - HMS Cheviot (R90), 1962 abgewrackt
  - HMS Chevron (R51), 1969 abgewrackt
  - HMS Chieftain (R36), 1961 abgewrackt
  - HMS Childers (R91), 1963 abgewrackt
  - HMS Chivalrous (R21), 29. Juni 1954 an Pakistan (Taimur), 1961 abgewrackt
- Co-Gruppe (1945–1946)
  - HMS Cockade (R34), 1964 abgewrackt
  - HMS Comet (R26), als Minenleger ausgerüstet, 1962 abgewrackt
  - HMS Comus (R43), 1958 abgewrackt
  - HMS Concord (R63), 1962 abgewrackt
  - HMS Consort (R76), 1961 abgewrackt
  - HMS Constance (R71), 1956 abgewrackt
  - HMS Contest (R12), als Minenleger ausgerüstet, 1960 abgewrackt
  - HMS Cossack (II) (R57), 1961 abgewrackt
- Cr-Gruppe (1945–1947)
  - HMS Creole (R82), 29. Februar 1956 an Pakistan (Alamgir), 1982 abgewrackt
  - HMS Crescent (R16), an Kanada, 1952 als Fregatte Typ 15 umgebaut, 1971 abgewrackt
  - HMS Crispin (R68), 29. Februar 1956 an Pakistan (Jahangir), 1982 abgewrackt
  - HMS Cromwell (R35), 1946 an Norwegen (Bergen)
  - HMS Crown (R46), 1946 an Norwegen (Oslo), 1965 abgewrackt
  - HMS Croziers (R27), am 10. Oktober 1946 an Norwegen (Trondheim), 1961 abgewrackt
  - HMS Crusader (R20), am 26. November 1945 an Kanada, 1965 abgewrackt
  - HMS Crystal (R38), am 10. Oktober 1946 an Norwegen (Stavanger), 1967 abgewrackt
- Battle-Klasse (1944–1948)

Von der Battle-Klasse wurden insgesamt 16 Schiffe des Typs 1942 und 32 Schiffe des Typs 1943 geordert. Insgesamt wurden jedoch durch das nahende Kriegsende nur 24 Schiffe fertiggestellt. Zwei weitere Schiffe wurden in Australien gebaut (HMAS Anzac und HMAS Tobruk).
- Battle-1942-Gruppe (1944–1946)
  - HMS Armada (R14), Flottillenführer, 1965 abgewrackt
  - HMS Barfleur (R80), Flottillenführer, September 1966 abgewrackt
  - HMS Cadiz (R09), 29. Februar 1956 an Pakistan (Khaibar), am 5. Dezember 1971 100 km vor Karachi durch SS-N-2-„Styx“-Flugkörper eines indischen Raketenschnellboots der Osa I-Klasse versenkt
  - HMS Camperdown (R32), September 1970 abgewrackt
  - HMS Finisterre (R55), Juni 1967 abgewrackt
  - HMS Gabbard (R47), 29. Februar 1956 an Pakistan (Badr), 1989 abgewrackt
  - HMS Gravelines (R24), April 1961 abgewrackt
  - HMS Hogue (R74), März 1962 abgewrackt
  - HMS Lagos (R44), Juni 1967 abgewrackt
  - HMS St. James (R65), Flottillenführer, März 1961 abgewrackt
  - HMS St. Kitts (R18), Februar 1962 abgewrackt
  - HMS Saintes (R84), Flottillenführer, 1972 abgewrackt
  - HMS Sluys (R60), an Iran im Januar 1967 (Artemiz, D 51, später Damavand), war noch bis Mitte der 1990er-Jahre in Dienst
  - HMS Solebay (R70), Flottillenführer, August 1967 abgewrackt
  - HMS Trafalgar (R77), Flottillenführer, Juli 1970 abgewrackt
  - HMS Vigo (R31), Dezember 1964 abgewrackt
- Battle-1943-Gruppe (1947–1948, 1973)
  - HMS Agincourt (I06), 1959 zum Frühwarn-Zerstörer umgebaut, 1974 abgewrackt
  - HMS Aisne (I22), 1959 zum Frühwarn-Zerstörer umgebaut, Juni 1970 abgewrackt
  - HMS Alamein (I17), 1974 abgewrackt
  - HMS Barrosa (I68), 1959 zum Frühwarn-Zerstörer umgebaut, 1978 abgewrackt
  - HMS Corunna (I97), 1959 zum Frühwarn-Zerstörer umgebaut, 1975 abgewrackt
  - HMS Dunkirk (I09), November 1965 abgewrackt
  - HMS Jutland (I62), im Mai 1965 abgewrackt
  - HMS Matapan (I43), wurde nach der Fertigstellung 1947 zur Reserve verlegt und erst 1973 als Sonar-Testschiff der Admiralty Underwater Weapons Establishment (AUWE) in Dienst gestellt; 1979 abgewrackt
- Weapon-Klasse (1947–1948)

Die Weapon-Klasse war etwas kleiner als die Battle-Klasse. Ursprünglich waren 19 Schiffe geplant, 13 wurden auf Kiel gelegt, sechs wurden vom Stapel gelassen und nur vier schließlich in Dienst gestellt.
- - HMS Battleaxe (G18/D118), 1964 abgewrackt
  - HMS Broadsword (G31/D31), 1968 abgewrackt
  - HMS Crossbow (G96/D96), 1972 abgewrackt
  - HMS Scorpion (G64/D64) (ex-Tomahawk, ex-Celt), 1971 abgewrackt
- Übernommene Einheiten

Nach der französischen Kapitulation beschlagnahmte Großbritannien am 4. Juli 1940 die sich in britischen Häfen befindlichen französischen Schiffe. Darunter befanden sich acht Zerstörer.
- Pomone-Klasse/„600-t-Typ“ (1935–1937)
  - Branlebas (H12), am 14. Dezember 1940 im Sturm 40 km südwestlich des Eddystone-Leuchtturms gesunken
  - Bouclier (H20), 1945 an Frankreich zurückgegeben
  - La Cordeliere (H25), 1945 an Frankreich zurückgegeben
  - La Flore (H63), 1945 an Frankreich zurückgegeben
  - L'Incomprise (H47), 1945 an Frankreich zurückgegeben
  - La Melpomene (H56), 1945 an Frankreich zurückgegeben
- Simoun-Klasse/„1500-t-Typ“ (1924–1925)
  - Mistral (H03), 1945 an Frankreich zurückgegeben
  - Ouragan (H16), 1945 an Frankreich zurückgegeben
- ehemals niederländische Einheiten (1913–1915)
  - G13 (H35), 1943 abgewrackt
  - G15 (H66), 1943 abgewrackt
  - Blade (ex Z5) (H97) im Oktober 1945 abgewrackt
  - Z6, 1943 abgewrackt
  - Z7 (H93), 1947 abgewrackt
  - Z8, im August 1944 abgewrackt
- Kriegsmarine: Zerstörer 1936 A (Mob) (1943)

Im Februar 1946 übernahm Großbritannien als Kriegsbeute den deutschen Zerstörer Z 38.
- - HMS Nonsuch (D107), 1950 abgewrackt

### Nachkriegszeit
- Daring-Klasse (1952–1954)
  - HMS Daring (D05) – 1971 abgewrackt
  - HMS Diamond (D35) – 1970 stationäres Trainingsschiff, 1981 abgewrackt
  - HMS Decoy (D106) – 1970 an Peru (Ferré, DM-74), 13. Juli 2007 außer Dienst
  - HMS Dainty (D108) – 1972 abgewrackt
  - HMS Defender (D114) – 1972 abgewrackt
  - HMS Delight (D119) – 1971 abgewrackt
  - HMS Diana (D126) – 1970 an Peru (Palacios, DM-73), 1993 abgewrackt
  - HMS Duchess (D154) – 1964 an Australien, 1980 abgewrackt

Drei weitere Schiffe, Voyager (D04), Vendetta (D08) und Vampire (D11), wurden für Australien gebaut. Duchess wurde 1964 als Ersatz für die nach einer Kollision mit dem Flugzeugträger HMAS Melbourne (R21) gesunkene Voyager an Australien abgegeben. Vampire ist seit 1986 Museumsschiff in Sydney.
- County-Klasse (1962–1970)
- Batch 1

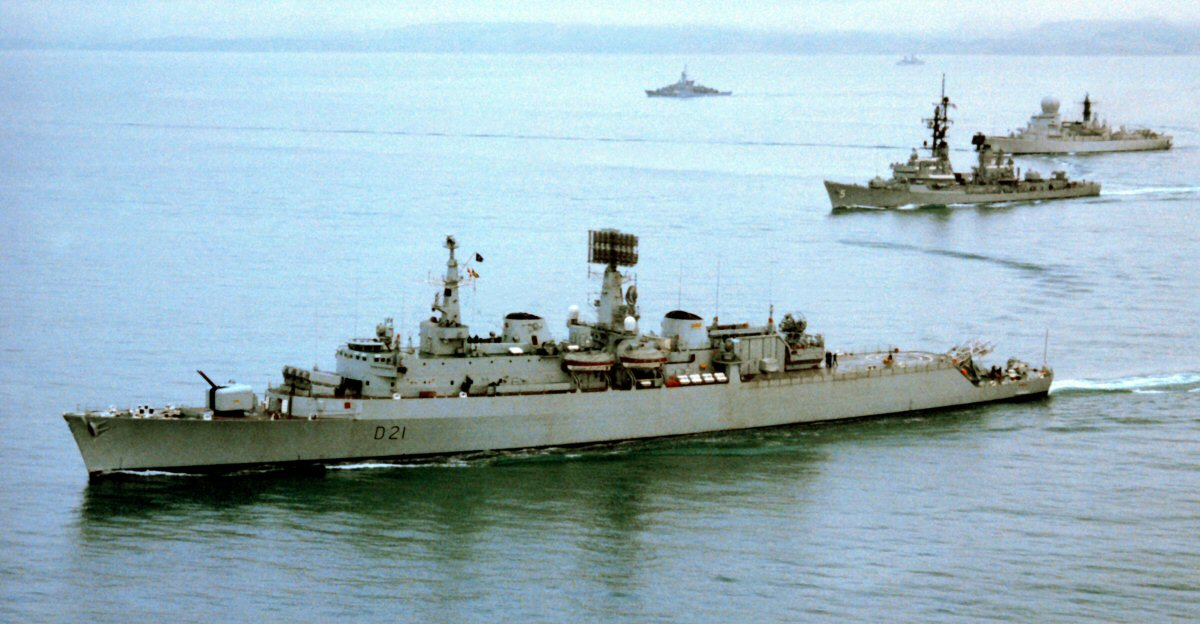
HMS Norfolk (vorne)

  - HMS Devonshire (D02) – 1984 als Zielschiff versenkt
  - HMS Hampshire (D06) – 1976 abgewrackt
  - HMS Kent (D12) – 1980 außer Dienst, bis 1993 stationäres Trainingsschiff
  - HMS London (D16) – 1982 an Pakistan (Babur), 1995 abgewrackt
- Batch 2
  - HMS Antrim (D18) – 1984 an Chile (Almirante Cochrane), 2006 außer Dienst
  - HMS Glamorgan (D19) – 1986 an Chile (Almirante Latorre), 2005 beim Schlepp zum Abwracken gesunken
  - HMS Fife (D20) – 1987 an Chile (Blanco Encalada), 2005 abgewrackt
  - HMS Norfolk (D21) 1982 an Chile (Capitán Prat), 2006 außer Dienst
- Type 82
  - HMS Bristol (D23) – (1973–1993), seit 1993 stationäres Trainingsschiff in Portsmouth

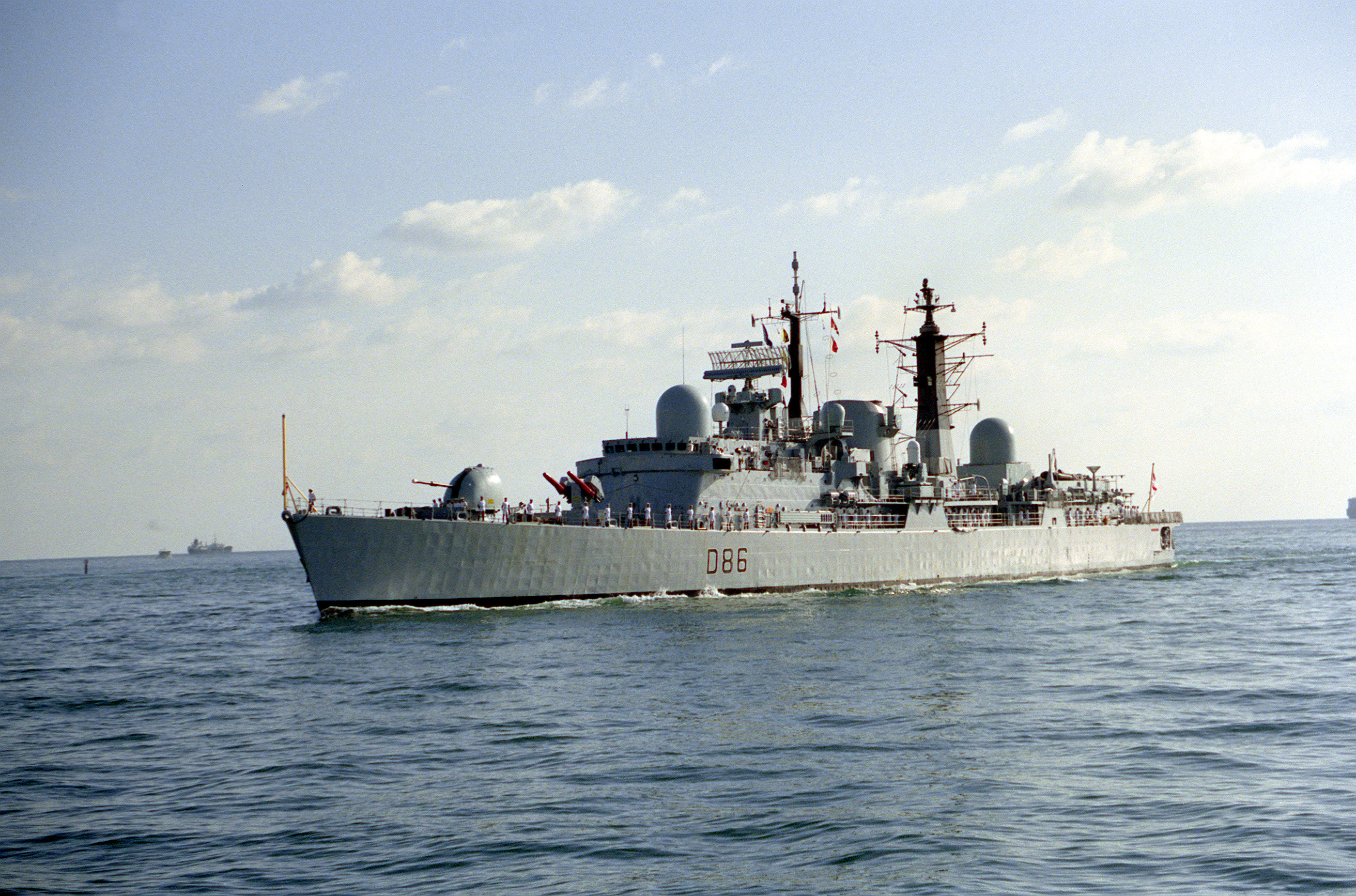
HMS Birmingham

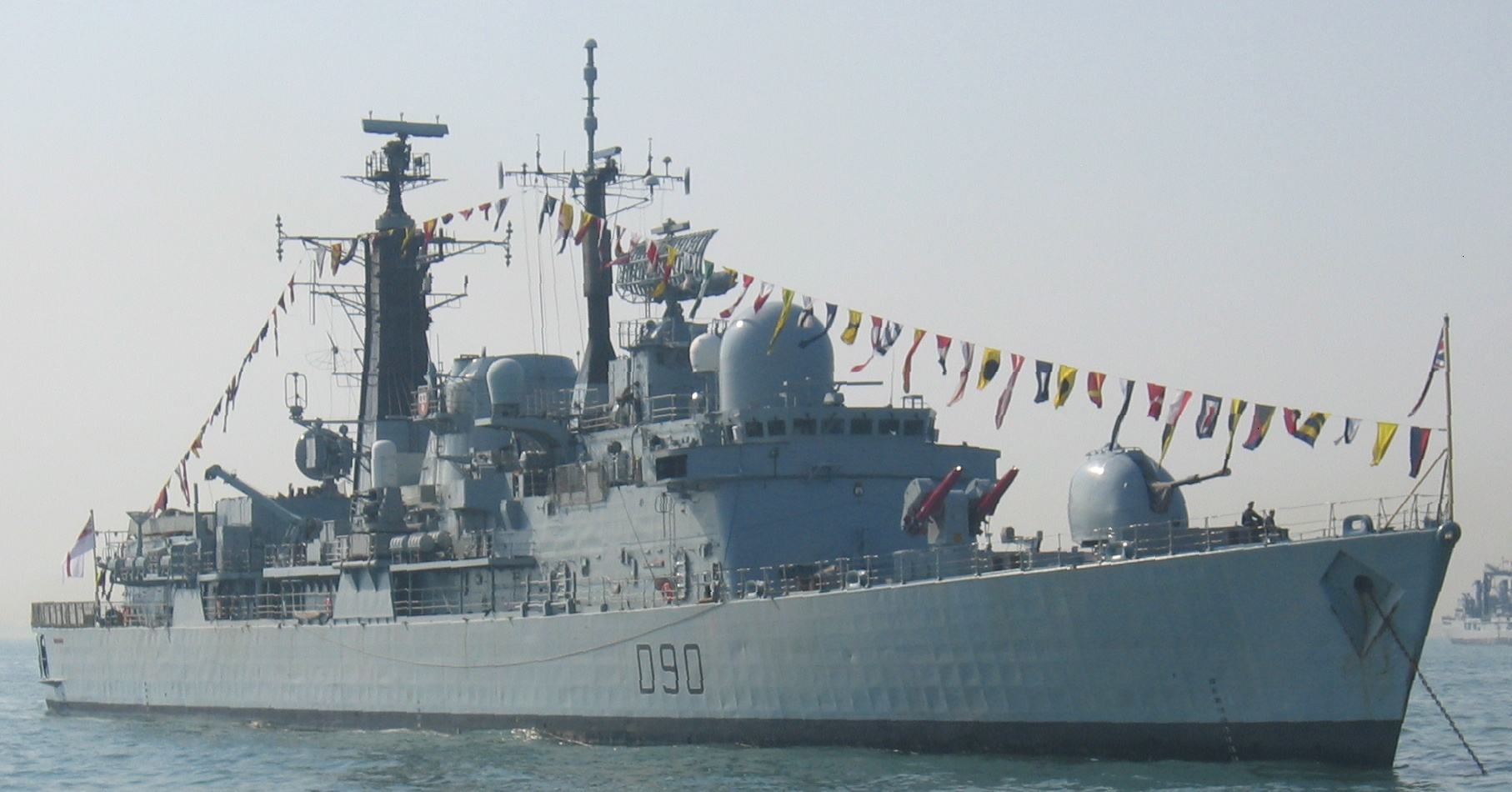
Zerstörer HMS Southampton (Type 42)

- Type 42 Sheffield-Klasse (1979–1985) – insgesamt 14 Schiffe
- Batch 1
  - Sheffield (D80), wurde am 4. Mai 1982 von einer argentinischen Exocet-Rakete getroffen und brannte aus, am 10. Mai 1982 Wrack versenkt (siehe: Falklandkrieg)
  - Birmingham (D86), 2000 abgewrackt
  - Newcastle (D87), 2005 außer Dienst
  - Glasgow (D88), 2005 außer Dienst
  - Coventry (D118), am 25. Mai 1982 nach drei Bombentreffern von argentinischen A-4B der Grupo 5 gekentert und gesunken (siehe: Falklandkrieg)
  - Cardiff (D108), 2005 außer Dienst
- Batch 2
  - Exeter (D89), 2009 außer Dienst
  - Southampton (D90), 2009 außer Dienst
  - Nottingham (D91), 2010 außer Dienst
  - Liverpool (D92), 2012 außer Dienst
- Batch 3
  - Manchester (D95), 2011 außer Dienst
  - Gloucester (D96), 2011 außer Dienst

## Fregatten

### Zweiter Weltkrieg
Hunt-Klasse
1939 bis 1941 wurden 86 „Geleitzerstörer“ der Hunt-Klasse in Dienst gestellt. Offiziell galten sie als Zerstörer, obwohl sie eine geringere Wasserverdrängung hatten, als die nachfolgenden Fregatten der River-Klasse.
- Hunt-I-Gruppe (1939–1940)
  - HMS Atherstone (L05), 1957 abgewrackt
  - HMS Berkeley (L17), am 19. August 1942 vor Dieppe während der Operation Jubilee von deutschen Flugzeugen versenkt
  - HMS Cattistock (L35), 1957 abgewrackt
  - HMS Cleveland (L46), am 28. Juni 1957 auf dem Weg zum Abwracken gestrandet
  - HMS Cotswold (L54), 1957 abgewrackt
  - HMS Cottesmore (L78), 1950 an Ägypten verkauft (Port Said), war bis in die 1980er-Jahre Trainingsschiff
  - HMS Eglinton (L87), 1956 abgewrackt
  - HMS Exmoor (L61), am 25. Februar 1941 vom deutschen Schnellboot S 30 vor Lowestoft versenkt
  - HMS Fernie (L11), 1956 abgewrackt
  - HMS Garth (L20), 1956 abgewrackt
  - HMS Hambledon (L37), 1957 abgewrackt
  - HMS Holderness (L48), 1956 abgewrackt
  - HMS Mendip (L60), 1948 an Nationalchina verkauft (Lin Fu), von Großbritannien einbehalten und am 15. November 1949 an Ägypten verkauft (Mohamed Ali el Kebir, 1951 Ibrahim el Awal), am 31. Oktober 1956 von Israel erbeutet (Haifa, K38), 19?? abgewrackt (QF-4in-Mk-XVI-Geschützturm im Marinemuseum Haifa erhalten)
  - HMS Meynell (L82), am 18. Oktober 1954 an Ecuador verkauft (Presidente Velasco, D 02), ca. 1976 abgewrackt
  - HMS Pytchley (L92), 1956 abgewrackt
  - HMS Quantock (L58), 1955 an Ecuador (Presidente Alfaro, D 01), 1976 abgewrackt
  - HMS Quorn (L66), am 3. August 1944 in der Seine-Bucht von deutschem Neger-Einmann-Torpedo versenkt
  - HMS Southdown (L25), 1956 abgewrackt
  - HMS Tynedale (L96), am 12. Dezember 1943 von U 593 vor Bougie (Algerien) versenkt
  - HMS Whaddon (L45), 1959 abgewrackt
- Hunt-II-Gruppe (1940–1942)
  - HMS Avon Vale (L06), 1958 abgewrackt
  - HMS Badsworth (L03), 1946 an Norwegen (Arendal), 1965 abgewrackt
  - HMS Beaufort (L14), 1946 an Norwegen (Haugesund), 1965 abgewrackt
  - HMS Bedale (L26), 1942–1946 an Polen als Slazak ausgeliehen, am 27. April 1953 an Indien verkauft (Godavari, D 92), 1979 abgewrackt
  - HMS Bicester (L34), 1956 abgewrackt
  - HMS Blackmore (L43), 1952 an Dänemark (Esbern Snare), 1966 abgewrackt
  - HMS Blankney (L30), 1959 abgewrackt
  - HMS Blencathra (L24), 1957 abgewrackt
  - HMS Bramham (L51), 1943 an Griechenland (Themistokles), 1966 abgewrackt
  - HMS Calpe (L71), am 28. Februar 1952 an Dänemark (Rolf Krake), 1966 abgewrackt
  - HMS Chiddingfold (L31), am 18. Juni 1954 an Indien (Ganga), 1975 abgewrackt
  - HMS Cowdray (L52), war von März bis Juni 1944 an Griechenland ausgeliehen (Admiral Hastings); da die griechische Marine jedoch meuterte, wurde sie nie für Griechenland in Dienst gestellt; 1959 abgewrackt
  - HMS Croome (L62), 1957 abgewrackt
  - HMS Dulverton (L63), am 13. November 1943 von deutscher Dornier Do 217 mit Hs-293-Gleitbombe vor der Insel Kos schwer beschädigt, aufgegeben und von HMS Belvoir (L32) versenkt
  - HMS Eridge (L68), am 29. August 1942 vor Daba (Ägypten) von italienischem Schnellboot schwer beschädigt, wurde nach Alexandria geschleppt und diente bis zur Verschrottung 1946 als Wohnschiff
  - HMS Exmoor (II) (L08) (ex HMS Burton), 1952 an Dänemark (Valdemar Sejr), 1966 abgewrackt
  - HMS Farndale (L70), 1962 abgewrackt
  - HMS Grove (L77), am 12. Juni 1942 von U 77 vor Sollum (Ägypten) versenkt
  - HMS Heythrop (L85), am 20. März 1942 ca. 60 km nordöstlich von Bardia (Libyen) von U 652 torpediert, später im Schlepp von HMS Eridge (L68) gesunken
  - HMS Hursley (L84), 1943 bis 1959 an Griechenland ausgeliehen (Kriti), 1960 abgewrackt
  - HMS Hurworth (L28), am 22. Oktober 1943 nach Minentreffer vor der Insel Kalymnos gesunken
  - HMS Lamerton (L88), am 27. April 1953 an Indien (Gomati), 1975 abgewrackt
  - HMS Lauderdale (L95), vom 4. Mai 1946 bis 12. November 1959 an Griechenland ausgeliehen (Aigaion), 1960 abgewrackt
  - HMS Ledbury (L90), 1958 abgewrackt
  - HMS Liddesdale (L100), 1948 abgewrackt
  - HMS Middleton (L74), 1957 abgewrackt
  - Oakley (L72), am 30. Mai 1941 als Kujawiak an Polen ausgeliehen, am 16. Juni 1942 nach Minentreffer vor Malta gesunken
  - HMS Oakley (L98) (ex HMS Tickham), am 2. Oktober 1958 an die Bundesrepublik Deutschland verkauft (Gneisenau, F212), 1970 abgewrackt
  - HMS Puckeridge (L108), am 6. September 1943 ca. 60 km östlich von Gibraltar von U 617 versenkt
  - HMS Silverton (L115), 1941 bis 1946 als Krakowiak an Polen ausgeliehen, 1959 abgewrackt
  - HMS Southwold (L10), am 24. März 1942 nach Minentreffer vor Malta gesunken
  - HMS Tetcott (L99), 1956 abgewrackt
  - HMS Wheatland (L122), 1959 abgewrackt
  - HMS Wilton (L128), 1959 abgewrackt
  - HMS Zetland (L59), 1954 als Tromsø an Norwegen, 1960 abgewrackt
- Hunt-III-Gruppe (1941–1942)
  - HMS Airedale (L07), am 15. Juni 1942 von deutschen Junkers Ju 87 ca. 160 km nordöstlich von Derna (Libyen) schwer beschädigt; aufgegeben und von HMS Aldenham (L22) und HMS Hurworth (L07) versenkt
  - HMS Albrighton (L12), am 14. Mai 1959 als Raule, F217, an die Bundesrepublik Deutschland verkauft, 1969 abgewrackt.
  - HMS Aldenham (L22), am 14. Dezember 1944 nach Minentreffer ca. 50 km nordwestlich von Zadar gesunken
  - HMS Belvoir (L32), 1957 abgewrackt
  - HMS Blean (L47), am 11. Dezember 1942 ca. 100 km westlich von Oran von U 443 versenkt
  - HMS Bleasdale (L50), 1956 abgewrackt
  - HMS Bolebroke (L65), 1942 bis 1959 an Griechenland ausgeliehen (Pindos), 1960 abgewrackt
  - HMS Border (L67), 1942 an Griechenland (Adrias); nach Minentreffer am 22. Oktober 1943 vor der Insel Kalymnos nicht repariert, 1945 abgewrackt
  - HMS Catterick (L81), 1946 an Griechenland verkauft (Hastings), 1963 abgewrackt
  - HMS Derwent (L83), nach Lufttorpedotreffer von deutscher Junkers Ju 88 im Hafen von Tripolis am 19. März 1943 nicht repariert, 1946 abgewrackt
  - HMS Easton (L09), 1953 abgewrackt
  - HMS Eggesford (L15), 1957 an die Bundesrepublik Deutschland verkauft (Brommy, F218), 1962 im Sturm vor Dover schwer beschädigt, 1972 bis 1977 Zielschiff für Schnellboote, 1979 abgewrackt.
  - Eskdale (L36), 1942 an Norwegen (Eskdale), am 14. April 1943 22 km nordöstlich der Halbinsel The Lizard von den deutschen Schnellbooten S 65, S 90 und S 112 versenkt
  - Glaisdale (L44), 1942 an Norwegen ausgeliehen, 1946 von Norwegen gekauft (Narvik), 1961 abgewrackt
  - HMS Goathland (L27), nach Minentreffer am 24. Juli 1944 31 km nordöstlich von Courseulles (Normandie) nicht mehr repariert, 1946 abgewrackt
  - HMS Hatherleigh (L53), 1942 bis 1959 an Griechenland ausgeliehen (Kanaris), 1960 abgewrackt
  - HMS Haydon (L75), 1958 abgewrackt
  - HMS Holcombe (L56), am 12. Dezember 1943 von U 593 vor Bougie (Algerien) versenkt
  - HMS Limbourne (L57), am 22. Oktober 1943 vor der Île-de-Batz vom deutschen Torpedoboot T 22 zusammen mit dem Kreuzer HMS Charybdis versenkt
  - HMS Melbreak (L73), 1956 abgewrackt
  - HMS Modbury (L91), 1942 bis 1959 an Griechenland ausgeliehen (Miaoulis), 1960 abgewrackt
  - HMS Penylan (L89), am 3. Dezember 1942 vom deutschen Schnellboot S 115 10 km südlich des Start Point im Ärmelkanal versenkt
  - HMS Rockwood (L39), am 11. November 1943 vor der Insel Kos von deutscher Hs-293-Gleitbombe schwer beschädigt; nicht repariert, 1946 abgewrackt
  - HMS Stevenstone (L16), 1959 abgewrackt
  - HMS Talybont (L18), 1961 abgewrackt
  - HMS Tanatside (L69), 1946 an Griechenland verkauft (Adrias), 1964 abgewrackt
  - HMS Wensleydale (L86), nach Kollision mit dem Panzerlandungsschiff HMS LST-367 am 21. November 1944 nicht mehr repariert, 1946 abgewrackt
- Hunt-IV-Gruppe (1942)
  - HMS Brecon (L76), 1962 abgewrackt
  - HMS Brissenden (L79), 1965 abgewrackt
- River-Klasse (1941–1944) (insgesamt 151 gebaute Schiffe an verschiedene Alliierte geliefert)
  - HMS Adur (K269) (verkauft an United States Navy als USS Asheville (PF-1))
  - HMS Aire (K262)
  - HMS Annan (K297) (verkauft an Royal Canadian Navy, später verkauft an United States Navy als USS Natchez (PF-2))
  - HMS Annan (K404) (verkauft an Royal Canadian Navy)
  - HMS Avon (K97)
  - HMS Awe (K526)
  - HMS Ballinderry (K255)
  - HMS Bann (K256)
  - HMS Barle (K298)
  - HMS Braid (K263) (verkauft ans Freie Frankreich als L'Aventure)
  - HMS Cam (K264)
  - HMS Chelmer (K221)
  - HMS Cuckmere (K299)
  - HMS Dart (K21)
  - HMS Derg (K257)
  - HMS Deveron (K265)
  - HMS Dovey (K523)
  - HMS Ettrick (K254) (verkauft an Royal Canadian Navy Ettrick)
  - HMS Evelode (K300)
  - HMS Exe (K92)
  - HMS Fal (K266)
  - HMS Findhorn (K301)
  - HMS Frome (K267) (verkauft ans Freie Frankreich als L'Escarmouche)
  - HMS Glenarm (K258) (verkauft ans Freie Frankreich als Croix de Lorraine)
  - HMS Halladale (K417)
  - HMS Helford (K252)
  - HMS Helmsdale (K253)
  - HMS Inver (K302)
  - HMS Itchen (K227) (gesunken 23. September 1943)
  - HMS Jed (K235)
  - HMS Kale (K241)
  - HMS Lagan (K259)
  - HMS Lochy (K365)
  - HMS Lossie (K303)
  - HMS Meon (K269) (verkauft an Royal Canadian Navy als)
  - HMS Monnow (K 441) (verkauft an Royal Canadian Navy)
  - HMS Mourne (K261) (gesunken 15. Juni 1944)
  - HMS Moyola (K260) (verkauft ans Freie Frankreich als Tonkinois)
  - HMS Nadder (K392)
  - HMS Nene (K270) (verkauft an Royal Canadian Navy)
  - HMS Ness (K219)
  - HMS Nith (K215)
  - HMS Odzani (K356)
  - HMS Parret (K304)
  - HMS Plym (K271) (1952 beim ersten britischen Kernwaffentest – Operation Hurricane mit einer Plutoniumbombe pulverisiert)
  - HMS Ribble (K251) (verkauft an die Königliche Niederländische Marine als Hr.Ms. Johan Maurits van Nassau)
  - HMS Ribble (K525) (verkauft an Royal Canadian Navy)
  - HMS Rother (K224)
  - HMS Shiel (K305)
  - HMS Spey (K246)
  - HMS Swale (K217) (verkauft an Südafrika)
  - HMS Taff (K637)
  - HMS Tavy (K272)
  - HMS Tay (K232)
  - HMS Tees (K293)
  - HMS Teme (K458) (verkauft an Royal Canadian Navy)
  - HMS Test (K239)
  - HMS Teviot (K222) (verkauft an Südafrika als Teviot)
  - HMS Torridge (K292) (verkauft ans Freie Frankreich als La Surprise)
  - HMS Towy (K294)
  - HMS Trent (K243)
  - HMS Tweed (K250) (gesunken 7. Januar 1944)
  - HMS Usk (K295)
  - HMS Waveney (K248)
  - HMS Wear (K230)
  - HMS Windrush (K370) (verkauft ans Freie Frankreich als La Découverte)
  - HMS Wye (K371)

### Nachkriegszeit
- Type 12 Whitby-Klasse (1956–1958)
  - HMS Whitby (F36), 1974 außer Dienst, 1979 abgewrackt
  - HMS Torquay (F43), 1985 außer Dienst, 1987 abgewrackt
  - HMS Scarborough (F63), 1972 außer Dienst, 1977 abgewrackt
  - HMS Tenby (F65), 1972 außer Dienst, 1977 abgewrackt
  - HMS Eastbourne (F73), 1984 außer Dienst, 1985 abgewrackt
  - HMS Blackpool (F77), 1966 bis 1971 an Neuseeland (Canterbury) ausgeliehen, dann in Reserve und später abgewrackt
- Type 14 Blackwood-Klasse (1955–1957)
  - HMS Blackwood (F78), 1976 abgewrackt
  - HMS Duncan (F80), 1985 abgewrackt
  - HMS Dundas (F48), 1983 abgewrackt
  - HMS Exmouth (F84), 1979 abgewrackt
  - HMS Grafton (F51), 1971 abgewrackt
  - HMS Hardy (F54), 1971 stationäres Trainingsschiff, 1983 als Zielschiff versenkt
  - HMS Keppel (F85), 1979 abgewrackt
  - HMS Malcolm (F88), 1978 abgewrackt
  - HMS Murray (F91), 1970 abgewrackt
- Type 15

Siehe oben: Zerstörer der R-, T-, U-, V-, W-, Z- und Cr-Klasse
- Type 16

Siehe oben: Zerstörer der O-, P- und T-Klasse
- Type 41 Leopard-Klasse (1957–1959)
  - HMS Leopard (F14), 1975 außer Dienst, 1977 abgewrackt
  - HMS Jaguar (F37), 1978 an Bangladesch (Ali Haider, F 17)
  - HMS Lynx (F27), 1974 außer Dienst, 1982 an Bangladesch (Abu Bakr, F 15)
  - HMS Puma (F34), 1972 außer Dienst, 1976 abgewrackt
- Type 61 Salisbury-Klasse (1957–1960)
  - HMS Salisbury (F32), 1978 außer Dienst, bis zur Versenkung 1985 stationäres Trainingsschiff
  - HMS Chichester (F59), 1973 außer Dienst, 1981 abgewrackt
  - HMS Llandaff (F61), am 10. Dezember 1976 an Bangladesch (Umar Farooq, F 16)
  - HMS Lincoln (F99), der 1982 geplante Verkauf an die Seestreitkräfte von Bangladesch kam nicht zustande, 1983 abgewrackt
    - Drei weitere waren geplant (Coventry, Exeter und Gloucester), wurden aber gestrichen.

- Type 81 Tribal-Klasse (1961–1964)

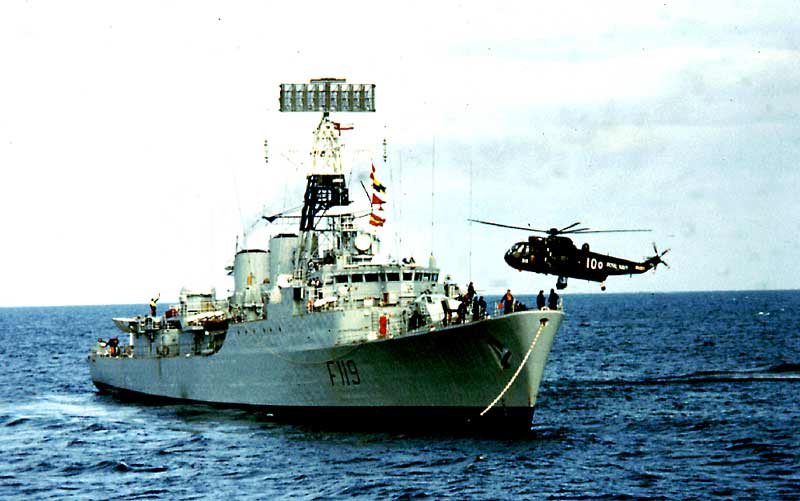
HMS Eskimo, 1975

  - HMS Ashanti (F117), 1980 stationäres Trainingsschiff, 1988 als Zielschiff versenkt
  - HMS Eskimo (F119), 1992 abgewrackt
  - HMS Gurkha (F122), 1984 an Indonesien (Wilhelmus Zakarias Yohannes), 1999 außer Dienst
  - HMS Mohawk (F125), 1983 abgewrackt
  - HMS Nubian (F51), 1987 als Zielschiff versenkt
  - HMS Tartar (F133), 1985 an Indonesien (Hasanuddin), 2009 außer Dienst
  - HMS Zulu (F124), 1985 an Indonesien (Martha Kristina Tiyahahu), 2009(?) außer Dienst
- Improved Type 12 Rothesay-Klasse (1960–1961)
  - HMS Rothesay (F107), 1988 abgewrackt
  - HMS Londonderry (F108), 1984 außer Dienst, 1989 als Zielschiff versenkt
  - HMS Brighton (F106), 1981 außer Dienst, 1985 abgewrackt
  - HMS Yarmouth (F101), 1984 außer Dienst, 1987 abgewrackt
  - HMS Falmouth (F113), 1984 außer Dienst, 1988 abgewrackt
  - HMS Rhyl (F129), 1983 außer Dienst, 1985 als Zielschiff versenkt
  - HMS Lowestoft (F103), 1985 außer Dienst, 1986 als Zielschiff versenkt
  - HMS Berwick (F115), 1985 außer Dienst, 1986 als Zielschiff versenkt
  - HMS Plymouth (F126), 1988 außer Dienst, seit 1991 Museumsschiff in Birkenhead

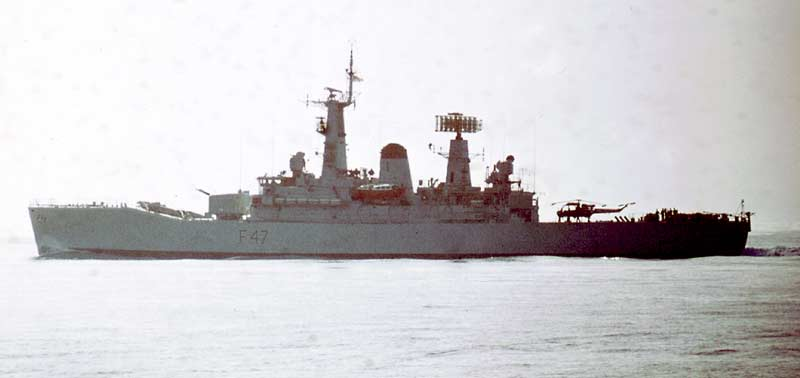
HMS Danae, 1970

- Modified Type 12 Leander-Klasse (1963–1973)
- Batch One
  - HMS Leander (F109), später auf Ikara-Ujagd-Flugkörper umgerüstet, 1989 als Zielschiff versenkt
  - Ajax (F114), später auf Ikara-Ujagd-Flugkörper umgerüstet, 1988 abgewrackt
  - HMS Dido (F104), später auf Ikara-Ujagd-Flugkörper umgerüstet, 1982 an Neuseeland (Southland), 1995 abgewrackt
  - HMS Aurora (F10), später auf Ikara-Ujagd-Flugkörper umgerüstet, 1990 abgewrackt
  - HMS Euryalus (F15), später auf Ikara-Ujagd-Flugkörper umgerüstet, 1993 abgewrackt
  - HMS Galatea (F18), später auf Ikara-Ujagd-Flugkörper umgerüstet, 1988 als Zielschiff versenkt
  - HMS Arethusa (F38), später auf Ikara-Ujagd-Flugkörper umgerüstet, 1991 abgewrackt
  - HMS Naiad (F39), später auf Ikara-Ujagd-Flugkörper umgerüstet, 1990 abgewrackt
  - HMS Cleopatra (F28), später auf Exocet-Flugkörper umgerüstet, 1994 abgewrackt
- Batch Two
  - HMS Phoebe (F42), später auf Exocet-Flugkörper umgerüstet, 1992 abgewrackt
  - HMS Minerva (F45), später auf Exocet-Flugkörper umgerüstet, 1994 abgewrackt
  - HMS Sirius (F40), später auf Exocet-Flugkörper umgerüstet, 1992 abgewrackt
  - HMS Juno (F52), 1993 abgewrackt
  - HMS Argonaut (F56), später auf Exocet-Flugkörper umgerüstet, 19 abgewrackt
  - HMS Danae (F47), später auf Exocet-Flugkörper umgerüstet, 1991 an Ecuador (Morano Valverde), 2008 außer Dienst
  - HMS Penelope (F127), später auf Exocet-Flugkörper umgerüstet, 1991 an Ecuador (Presidente Eloy Alfaro), 2008 außer Dienst
- Batch Three oder Broad Beam Leanders
  - HMS Hermione (F58), später auf Seawolf-Flugkörper umgerüstet, 1992 abgewrackt
  - HMS Andromeda (F57), später auf Seawolf-Flugkörper umgerüstet, 1995 an Indien (Krishna)
  - HMS Jupiter (F60), später auf Seawolf-Flugkörper umgerüstet, 1991 abgewrackt
  - HMS Bacchante (F69), 1982 an Neuseeland (Wellington), 1999 als Attraktion für Taucher südlich von Wellington versenkt
  - HMS Charybdis (F75), später auf Seawolf-Flugkörper umgerüstet, 1993 als Zielschiff versenkt
  - HMS Scylla (F71), später auf Seawolf-Flugkörper umgerüstet, 1994 abgewrackt
  - HMS Achilles (F12), 1990 an Chile (Ministro Zenteno), im August 2006 außer Dienst gestellt
  - HMS Diomede (F16), 1988 an Pakistan (Shamsher)
  - HMS Apollo (F70), 1988 an Pakistan (Zulfiquar)
  - HMS Ariadne (F72), 1992 an Chile (General Baquedano), im Dezember 1998 als Zielschiff versenkt
- Mermaid-Klasse (1973)
  - HMS Mermaid (F76), 1977 an Malaysia (Hang Tuah)

Das Schiff wurde ursprünglich als Black Star für Ghana gebaut, nach einem Putsch 1966 aber storniert. Es basiert auf dem Design der Leopard-Klasse. Nach einigen Jahren ließ die Royal Navy das Schiff fertigstellen.
- Type 21 Amazon-Klasse (1974–1978)
  - HMS Amazon (F169), 1993 an Pakistan (Babur)
  - HMS Antelope (F170), am 24. Mai 1982 in der San-Carlos-Bucht während des Falklandkrieges gesunken; tags zuvor erhielt das Schiff zwei Bombentreffer, beim Versuch, die Bomben zu entschärfen, explodierten sie
  - HMS Ardent (F184), am 21. Mai 1982 erhielt das Schiff in der San-Carlos-Bucht während des Falklandkrieges fünf Bombentreffer in deren Folge es am 22. Mai sank
  - HMS Active (F171), 1994 an Pakistan (Shah Jahan)
  - HMS Ambuscade (F172), 1993 an Pakistan (Tariq)
  - HMS Arrow (F173), 1994 an Pakistan (Kaibar)
  - HMS Alacrity (F174), 1994 an Pakistan (Badr)
  - HMS Avenger (F185), 1994 an Pakistan (Tippu Sultan)

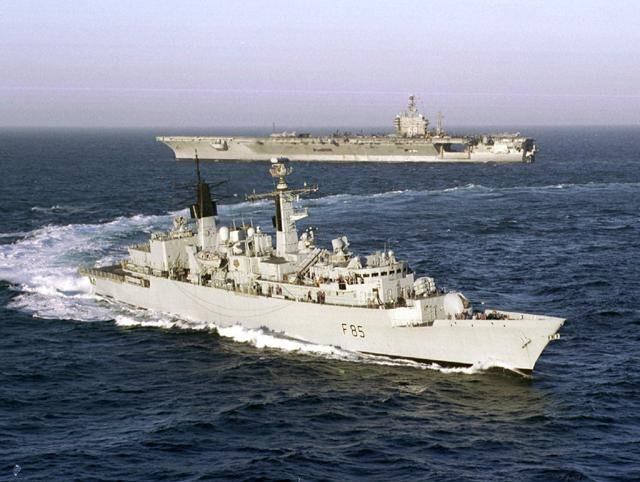
HMS Cumberland

- Type 22 Broadsword-Klasse (1979–1990)
  - HMS Broadsword (F88), 1995 an Brasilien verkauft (Greenhalgh)
  - HMS Battleaxe (F89), 1997 an Brasilien verkauft (Rademaker)
  - HMS Brilliant (F90), 1996 an Brasilien verkauft (Dodsworth)
  - HMS Brazen (F91), 1996 an Brasilien verkauft (Bosisio)
  - HMS Boxer (F92), 2004 bei Raketentests versenkt
  - HMS Beaver (F93), 2001 abgewrackt
  - HMS Brave (F94), 2004 bei Raketentests versenkt
  - HMS London (F95), 2003 an Rumänien verkauft (Regina Maria)
  - HMS Sheffield (F96), 2003 an Chile verkauft (Almirante Williams)
  - HMS Coventry (F98), 2003 an Rumänien verkauft (Regele Ferdinand)
  - Cornwall (F99), 2011 außer Dienst gestellt
  - Cumberland (F85), 2011 außer Dienst gestellt
  - HMS Campbeltown (F86), 2011 außer Dienst gestellt
  - HMS Chatham (F87), 2011 außer Dienst gestellt

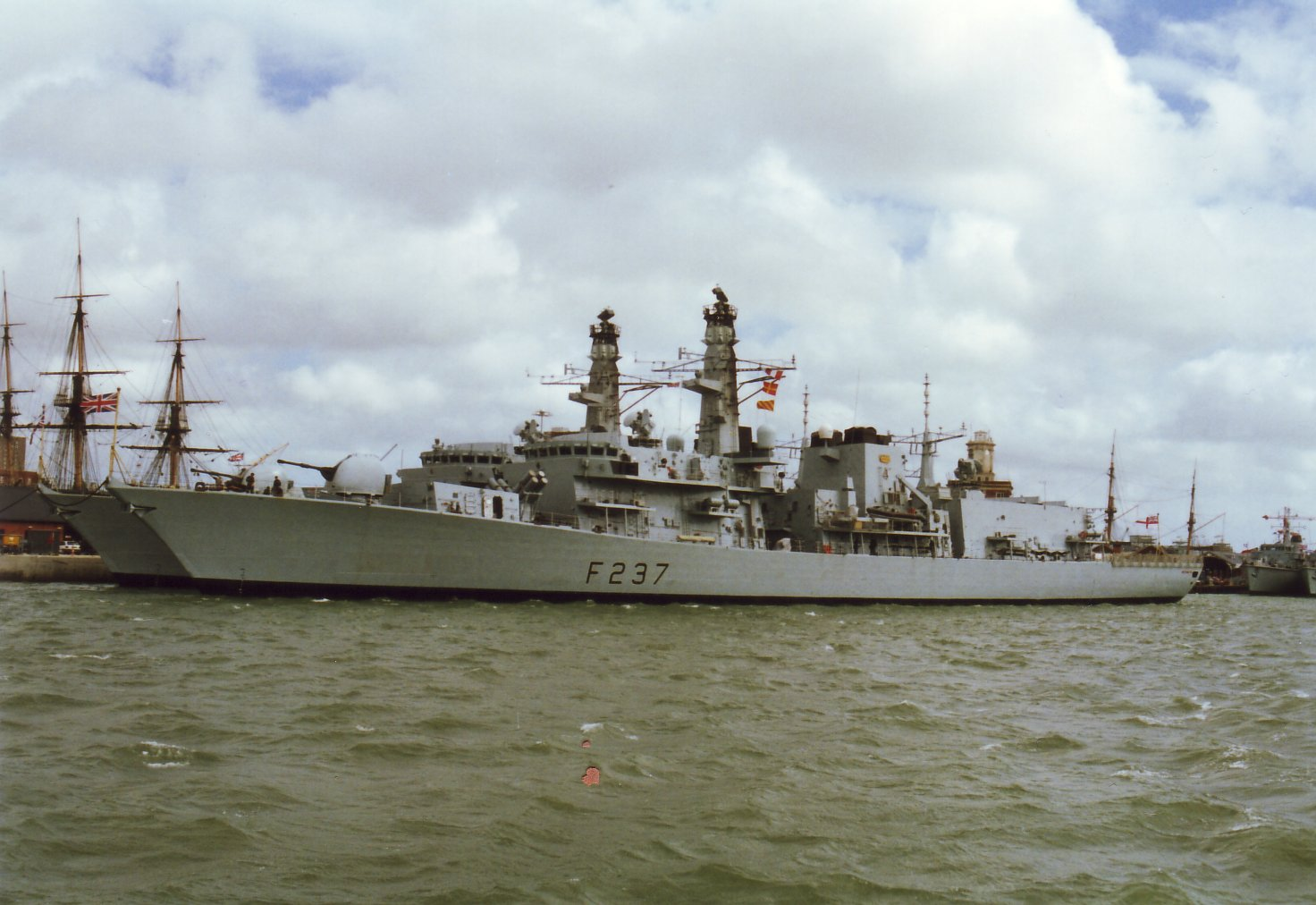
HMS Westminster

- Type 23 Duke-Klasse (1987–2000) – 13 weitere Fregatten sind noch in Dienst
  - HMS Norfolk (F230), 2006 an Chile verkauft (Almirante Cochrane)
  - HMS Grafton (F80), 2007 an Chile verkauft (Almirante Lynch)
  - HMS Marlborough (F233), 2008 an Chile verkauft (Almirante Condell)

## Sloops

### Zwischenkriegsjahre
- 24 (1924) (4 gebaute Schiffe, davon 2 Royal Indian Navy, 1 Royal Australian Navy)
  - HMS Herald
- Banff-Klasse (1927–1931) für die US Coast Guard gebaute Lake-class cutters, 1941 an Royal Navy verliehen
  - HMS Banff (Y43) ex USCGC Saranac (1930)
  - HMS Culver (Y87) ex USCGC Mendota (1929)– am 31. Januar 1942 (versenkt durch U 125)
  - HMS Fishguard (Y59) ex USCGC Tahoe (1928)
  - HMS Gorleston (Y92) ex USCGC Itasca (1929)
  - HMS Hartland (Y00) ex USCGC Pontchartrain (1928) – am 8. November 1942 durch Beschuss während der Landung in Nordafrika im Hafen von Oran gesunken
  - HMS Landguard (Y56) ex USCGC Shoshone (1931)
  - HMS Lulworth (Y60) ex USCGC Chelan (1928)
  - HMS Sennen (Y21) ex USCGC Champlain (1929)
  - HMS Totland (Y88) ex USCGC Cayuga (1932)
  - HMS Walney (Y04) ex USCGC Sebago (1930)– während der Landung in Nordafrika am 8. November 1942 durch Beschuss im Hafen von Oran gesunken
- Bridgewater-Klasse (1928)
  - HMS Bridgewater (L01 / U01)
  - HMS Sandwich (L12 / U12)
- Folkestone-Klasse (1930)
  - HMS Folkestone (L22 / U22) – Verkauf 22. Mai 1947
  - HMS Hastings (L27 / U27) – Verkauf 2. April 1946
  - HMS Penzance (L28) – am 24. August 1940 (durch U 37 versenkt)
  - HMS Scarborough (L25 / U25) – Verkauf 3. Juni 1949
- Shoreham-Klasse (1930–1932)
  - HMS Bideford (L43 / U43) – Verkauf 14. September 1947
  - HMS Fowey (L15 / U15) – Verkauf Oktober 1946
  - HMS Rochester (L50 / U50) – Verkauf 6. Januar 1951
  - HMS Shoreham (L32 / U 2) – Verkauf 4. Oktober 1946
- Falmouth-Klasse (1932–1933)
  - HMS Dundee (L 84) – am 15. September 1940 als Begleitschiff des Geleitzuges SC-3 westlich Irland durch U 48 versenkt
  - HMS Falmouth (L34 / U34) – Verkauf im Januar 1952, Umbenennung in Calliope, 1968 abgewrackt
  - HMS Milford (L51 / U51) – Verkauf 3. Juni 1949
  - HMS Weston (L72 / U72) – Verkauf 22. Mai 1947
- Bittern-Klasse (1934–1937)
  - HMS Bittern (L07) – am 30. April 1940 in Namsos (Norwegen) durch deutsche Bomber versenkt
  - HMS Enchantress (L56 / U56)
  - HMS Stork (L81 / U81)
- Grimsby-Klasse (1934–1936)
  - Aberdeen (L97 / U97)
  - Deptford (L53 / U53)
  - Fleetwood (L47 / U47)
  - Grimsby (L16 / U16) – am 25. Mai 1941 in Tobruk durch deutsche Flugzeuge versenkt
  - Leith (L36 / U36), 1949 dänisches Forschungsschiff Galathea
  - Londonderry (L76 / U76)
  - Lowestoft (L59 / U59)
  - Wellington (L65 / U65)
- Egret-Klasse (1938)
  - HMS Auckland (L61 / U61) – am 24. Juni 1941 vor Tobruk durch deutsche Flugzeuge versenkt
  - HMS Egret (L75 / U75) – am 27. August 1943 durch Raketen von einem deutschen Flugzeug in der Biskaya versenkt
  - HMS Pelican (L86 / U86) – 1958 abgewrackt
- Black-Swan-Klasse (1938–1940)
  - HMS Black Swan (L57 / U57) – 1956 abgewrackt
  - HMS Erne (U03) – verkauft 4. Juni 1952, Umbenennung in Wessex, 1965 abgewrackt
  - HMS Flamingo (L18 / U18) – 1957 an Deutschland verkauft, 1959 Schulfregatte Graf Spee
  - HMS Ibis (U99) – am 10. November 1942 durch Torpedo von italienischem Flugzeug versenkt

### Zweiter Weltkrieg
- Modified Black-Swan-Klasse (1942–1944) (2 baugleiche Schiffe gingen an die Royal Indian Navy)
  - Acetaeon, an Bundesrepublik verkauft, Schulfregatte Hipper
  - Alacrity
  - Amethyst
  - Chanticlear – Totalverlust am 18. November 1943 durch U 515
  - Crane
  - Cygnet
  - Hart, an Bundesrepublik verkauft, Schulfregatte Scheer
  - Hint
  - Kite – am 20. August 1944 durch U 344 versenkt
  - Lapwing – am 20. März 1945 durch U 968 versenkt
  - Lark – am 17. Februar 1945 U 425 versenkt
  - Magpie
  - Mermaid, an Bundesrepublik verkauft, Schulfregatte Scharnhorst
  - Modeste
  - Nereide
  - Opossum
  - Peacock
  - Pheasant
  - Redpole
  - Snipe
  - Sparrow
  - Starling
  - Whimbrel 1949 an Ägypten als El Malek Farouq, 1956 Tariq
  - Wild Goose
  - Woodcock
  - Woodpecker – am 27. Februar 1944 durch U 256 versenkt
  - Wren
    - Folgende Schiffe waren bestellt, aber nie fertiggestellt.
      - Nonsuch
      - Nymphe
      - Patridge
      - Waterhen
      - Wryneck

## Landungsschiffe

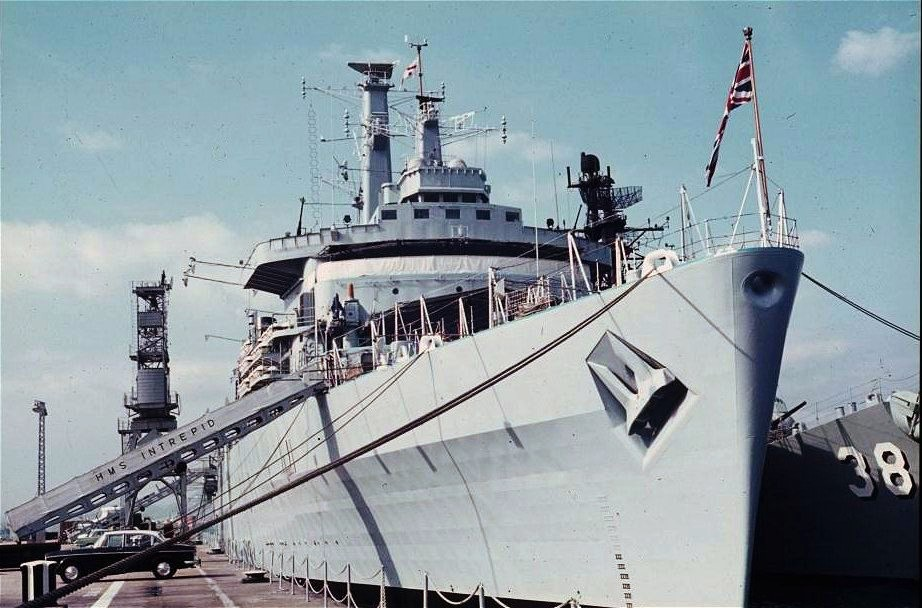
HMS Intrepid, 1968

- Fearless-Klasse (1963)
  - Fearless
  - Intrepid

## Hilfsschiffe

### Reparaturschiff (Zwischenkriegszeit und Zweiter Weltkrieg)
- Keine Klasse
  - HMS Adventure (M23)
  - HMS Alaunia (F17)
  - HMS Albatross (I22)
  - HMS Artifex (F28)
  - HMS Ausonia (F53)
  - HMS Deer Sound (F99)
  - HMS Ranpura (F93)
  - HMS Resource (F79)
  - HMS Sandhurst (F92)
  - HMS Vindictive
  - HMS Wayland (F137)
- Assistance-Klasse
  - HMS Assistance (F173)
  - HMS Diligence (F174)
  - HMS Dutiful (F176)
  - HMS Faithful (F177)
  - HMS Hecla (F175)
- Beachy-Head-Klasse
  - HMS Beachy Head (F02)
  - HMS Berry Head (F18)
  - HMS Buchan Ness (F36)
  - HMS Cape Wrath (F49)
  - HMS Dodman Point (F19)
  - HMS Duncansby Head (F58)
  - HMS Dungeness (F46)
  - HMS Fife Ness (F29)
  - HMS Flamborough Head (F88)
  - HMS Girdleness (F04)
  - HMS Hartland Point (F25)
  - HMS Mull of Galloway (F26)
  - HMS Mull of Kintyre (F86)
  - HMS Mull of Oa (F96)
  - HMS Orford Ness (F67)
  - HMS Portland Bill (F05)
  - HMS Rame Head (F34)
  - HMS Rattray Head (F73)
  - HMS Selsey Bill (F54)
  - HMS Spurn Point (F42)
  - HMS Tarbart Ness (F84)
- Moray-Firth-Klasse
  - HMS Beauly Firth (F187)
  - HMS Cuillin Sound (F188)
  - HMS Dullisk Cove (F185)
  - HMS Holm Sound (F189)
  - HMS Moray Firth (F62)
  - HMS Mullion Cove (F186)
  - HMS Solway Firth (F190)

### SSV Special Service Vessel (Versorgungsschiffe, Zweiter Weltkrieg)
- Als normales Frachtschiff gebaut
  - HMS Fidelity 1920 als Le Rhin, übernommen Juni 1940 – am 30. Dezember 1942 durch U 435 versenkt
  - HMS Prunella 1930 als Knigh Almoner, übernommen 15. September 1939 – am 21. Juni 1940 durch U 28 versenkt

## Minensuchboote
- Sandown-Klasse
  - HMS Sandown
  - HMS Inverness
  - HMS Bridport
- Hunt-Klasse
  - HMS Brecon
  - HMS Cottesmore
  - HMS Dulverton

## Experimentalschiffe
- Triton

## Sonstige Schiffe

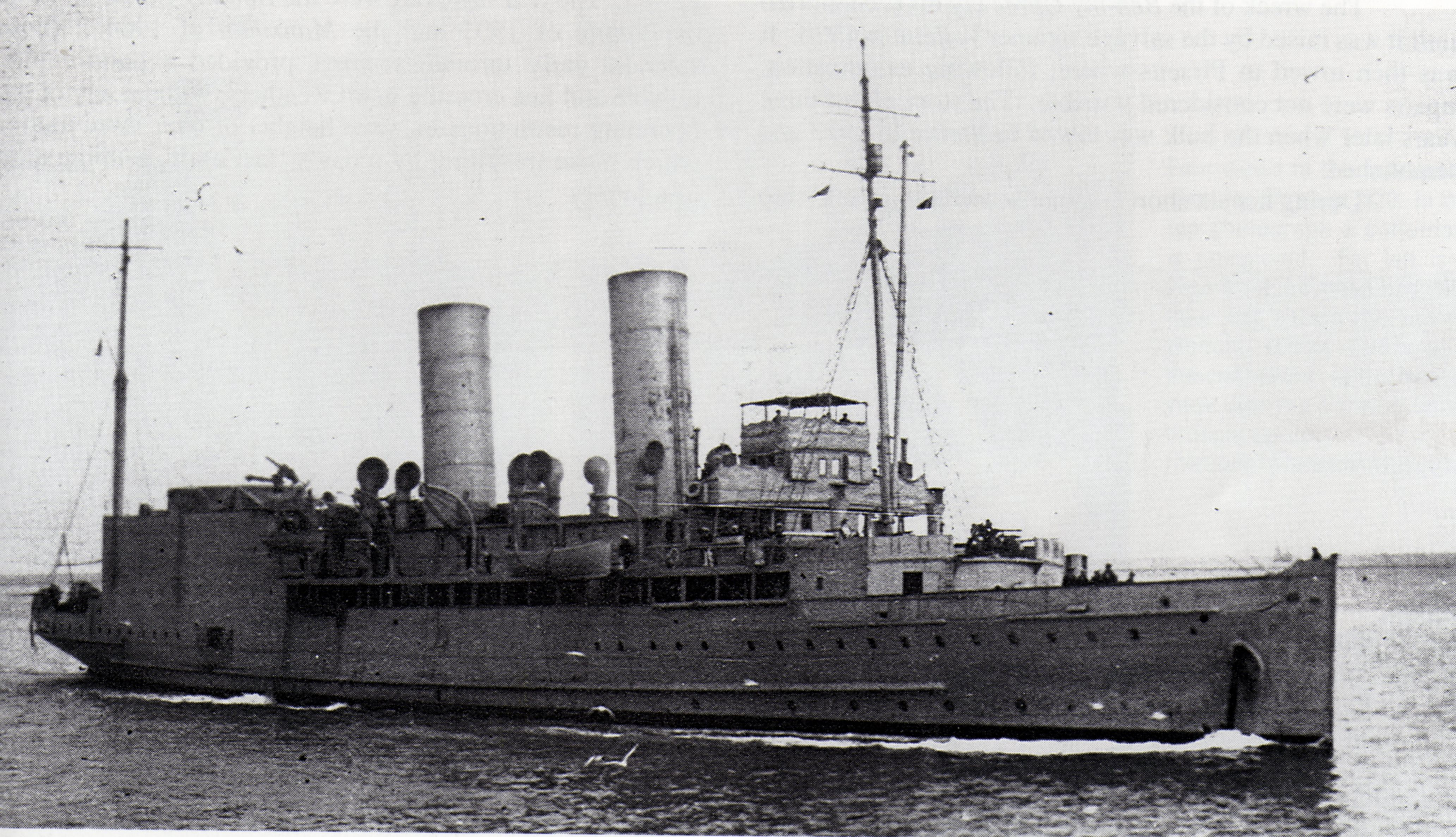
HMS Ben My Chree

- - Hermes (1913), am 31. Oktober 1914 vom deutschen U-Boot U 27 vor Dover versenkt
  - Ark Royal (1914), 1923 Depotschiff, 1931 in Pegasus umbenannt, 1941 Katapultschiff, 1944 Wohnschiff, 1946 außer Dienst, 1950 abgewrackt
  - HMS Empress (1914), 1919 an ursprüngliche Eigner zurückgegeben
  - HMS Riviera (1914), 1919 an ursprüngliche Eigner zurückgegeben
  - HMS Engadine (1914), 1919 an ursprüngliche Eigner zurückgegeben
  - Campania (1914), am 5. November 1918 nach Kollision mit dem Schlachtschiff Royal Oak und dem Schlachtkreuzer Glorious im Firth of Forth gesunken
  - HMS Anne (1914), Kohlenschiff 1918, 1919 verkauft
  - HMS Raven II (1914), Kohlenschiff 1918, 1922 verkauft
  - Ben-my-Chree (1915), am 11. Januar 1917 von türkischen Küstenbatterien vor der Insel Kastelorizo versenkt, 1920 geborgen und abgewrackt
  - HMS Vindex (1915), 1920 verkauft
  - HMS Pegasus (1917), 1931 abgewrackt
  - HMS Argus (1917), Depotschiff 1944, 1946 abgewrackt
  - HMS Manxman (1915), 1920 verkauft
  - HMS Nairana (1917), 1920 verkauft

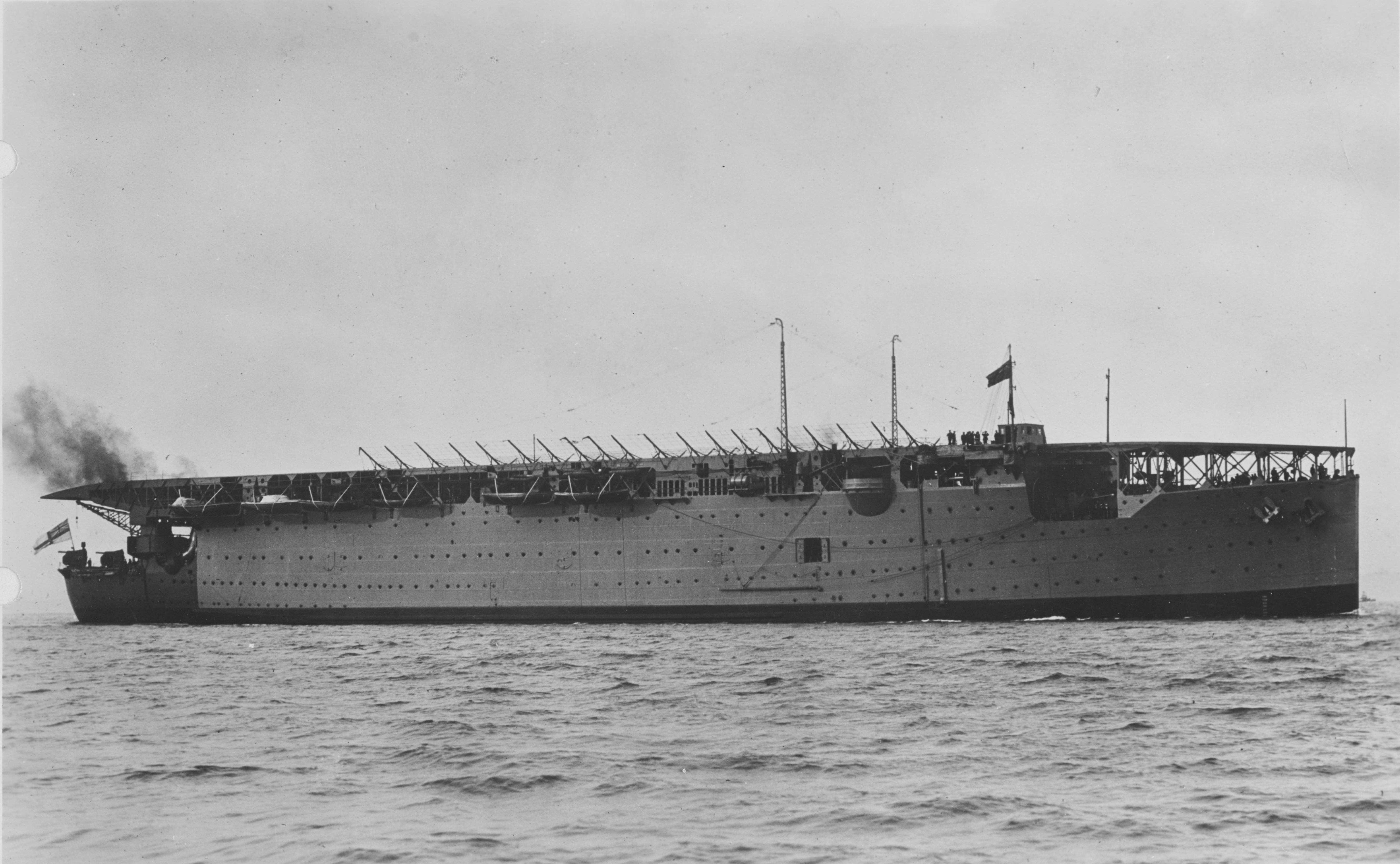
HMS Argus, 1917

- - HMS Argus, erster Flugzeugträger der Welt, 1946 abgewrackt